# Reignac-sur-Indre
Vous lisez un « bon article » labellisé en 2014.
Pour les articles homonymes, voir Reignac.
Reignac-sur-Indre (prononcé [ʁe.ɲak sy.ʁ‿ɛ̃dʁ]) est une commune française, située dans le département d'Indre-et-Loire en région Centre-Val de Loire.
Les plateaux qui, à une altitude d'environ 100 mètres, composent une grande partie de son territoire ont été voués à l'agriculture dès la Protohistoire. Un gué sur l'Indre a fixé le peuplement dans la vallée à l'époque antique ; la route empruntant ce passage, devenue chemin de Saint-Jacques au Moyen Âge puis route d'Espagne jusqu'au XVIIIe siècle a assuré au village une certaine richesse. Pourtant, dans cette vallée resserrée entre deux coteaux, les crues de l'Indre ont été dévastatrices, surtout en 1770. La menace n'en sera écartée qu'à la fin des années 1980 avec la construction de digues protégeant les habitations.
Reignac a connu de nombreux changements de nom au cours de son histoire, pas moins de six depuis sa première mention dans les écrits de Grégoire de Tours jusqu'à l'adoption de son appellation définitive en 1920. Le nom de Reignac provient d'ailleurs de Louis de Barberin, qui en avait acheté la terre en 1700 et qui était également comte de Reignac en Charente, commune saintongeaise avec laquelle Reignac-sur-Indre a tissé des liens étroits depuis 1978.
Selon la population légale 2014 actuellement en vigueur, la population municipale est de 1 174 habitants, niveau jamais atteint depuis les premiers recensements et Reignac-sur-Indre continue à bénéficier de l'élan industriel initié par l'arrivée du chemin de fer en 1879 ; autour de la gare se sont alors implantées les premières fabriques, devenues en 2011 une zone industrielle employant près de 200 personnes soit plus de 40 % du total des emplois offerts sur la commune. Reignac conserve également un patrimoine naturel important, comme en témoignent les zones naturelles d'intérêt écologique, faunistique et floristique (ZNIEFF) et le site du réseau Natura 2000 qui couvrent une partie de son territoire et qui sont parcourus par le sentier de grande randonnée 46.

## Géographie

### Localisation et communes limitrophes
La commune de Reignac-sur-Indre se trouve dans le quadrant sud-est du département d'Indre-et-Loire, dans la région historique de Touraine. À vol d'oiseau, Reignac-sur-Indre se situe à 25,4 km au sud-est de Tours, préfecture du département d'Indre-et-Loire, à 12,4 km au nord de Loches, chef-lieu du canton auquel la commune est rattachée.

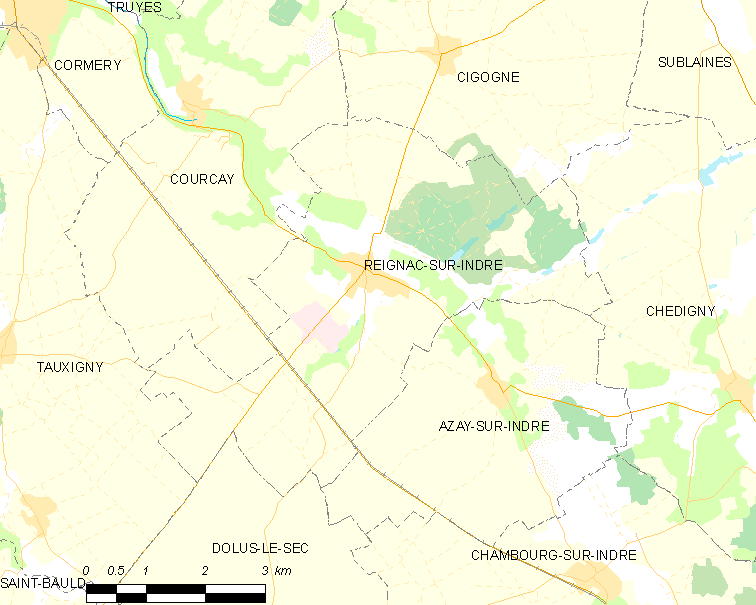
Limites administratives de Reignac-sur-Indre.

La commune se situe dans l'aire urbaine de Tours.
Le territoire communal affecte une forme très schématiquement rectangulaire, allongée du nord-est au sud-ouest et séparée en deux parties sensiblement égales par l'Indre.
Reignac-sur-Indre est limitrophe de six autres communes :
| Courçay              | Cigogné           |                |
|                      | Reignac-sur-Indre | Chédigny       |
| Tauxigny-Saint-Bauld | Dolus-le-Sec      | Azay-sur-Indre |

### Géologie et relief
La principale formation géologique de Reignac-sur-Indre consiste en un socle de sables du Cénomanien, déposés il a environ 95 millions d'années (Ma) à la faveur d'une avancée marine sur la Touraine. S'y superposent successivement le tuffeau jaune du Turonien supérieur (- 90 Ma) puis une couche de craie du Sénonien (entre - 89 et - 65,5 Ma) ; la mer se retire à la fin de cette période qui correspond également à la fin du Mésozoïque. Plus tard, au milieu et à la fin de l'Éocène (- 37 à - 34 Ma), une nouvelle avancée des mers dépose sur cet ensemble le calcaire lacustre  caractéristique de la petite région agricole fertile de la Champeigne tourangelle ; ce type de sol affleure majoritairement sur le plateau de la rive droite de l'Indre, exception faite du nord-est du territoire où dominent les argiles du Bartonien ; Le plateau de la rive gauche est irrégulièrement recouvert de limons éoliens du Quaternaire, battants, assez peu fertiles, formant des sols dénommés « bournais ». Les vallées de l'Indre et de ses affluents, qui ont entaillé le socle du plateau calcaire par l'alternance des périodes glaciaires et interglaciaires du Pléistocène, sont recouvertes d'alluvions fluviatiles récentes donnant des sols à tendance hydromorphe avec, bien souvent, une nappe phréatique peu profonde. Les pentes de raccordement entre le plateau et les vallées font affleurer des dépôts limoneux ou caillouteux érodés ainsi que les argiles à silex issues de la dégradation des strates turoniennes et sénoniennes.
La superficie du territoire de Reignac-sur-Indre est de 2 249 hectares (au 1er janvier 2014), la superficie moyenne d'une commune de France métropolitaine étant de 1 510,2 hectares,.
Son altitude varie entre 60 et 101 mètres. Le point le plus bas se situe au bord de l'Indre, en limite communale de Courçay et le plus haut sur le plateau, à l'est du territoire, limitrophe de Chédigny et d'Azay-sur-Indre.

### Hydrographie

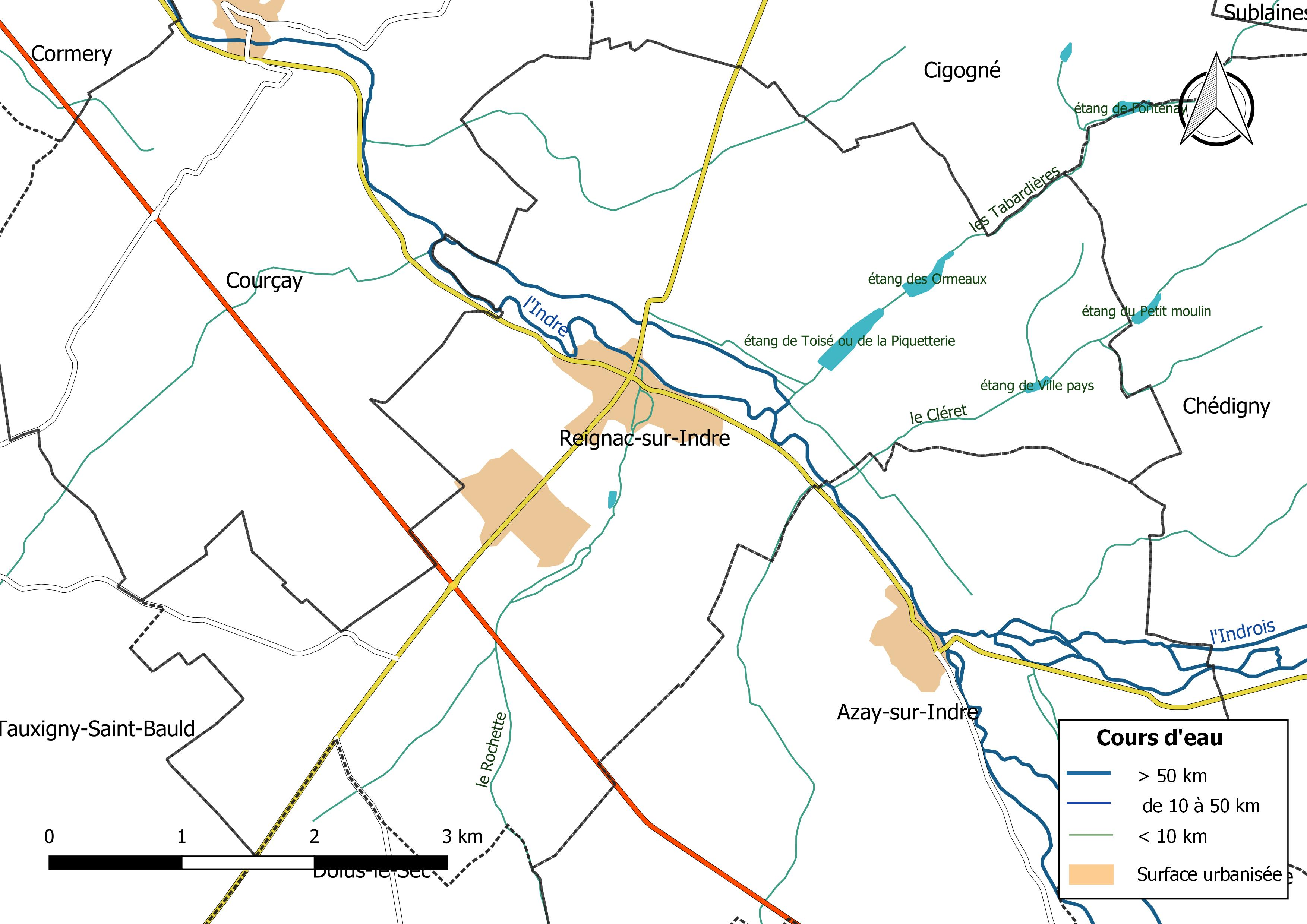
Réseau hydrographique de Reignac-sur-Indre.

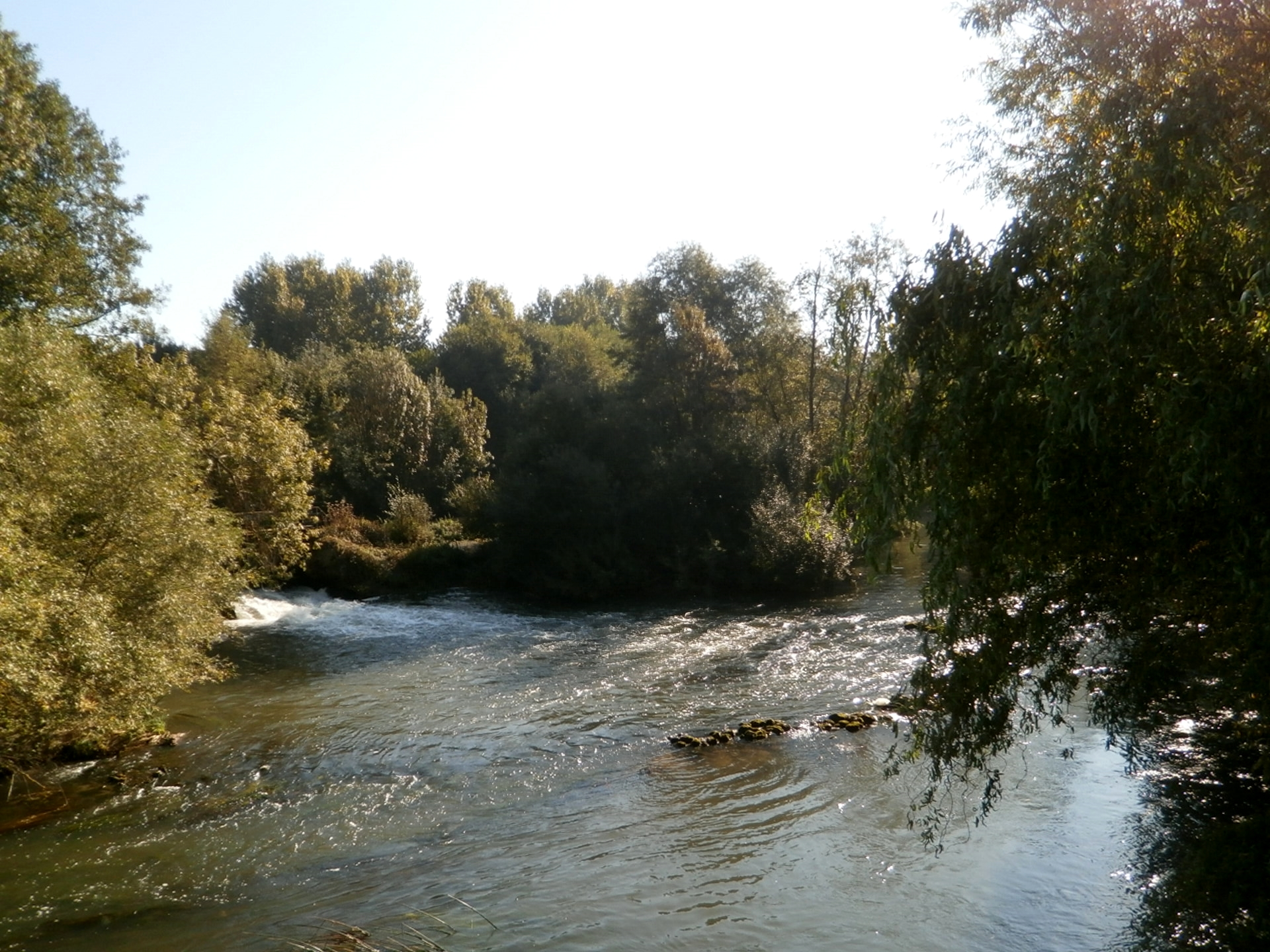
L'Indre à Reignac en amont du pont.

Le territoire communal de Reignac-sur-Indre est traversé, du sud-est au nord-est par la rivière Indre qui a creusé dans le plateau une vallée dont la conformation mérite d'être soulignée : si cette vallée mesure 800 m de large en amont comme au niveau du chef-lieu communal, elle se rétrécit à 200 m en aval, en limite de Courçay, diminuant ainsi des trois quarts en l'espace de 1,7 km. L'Indre court dans la partie sud du fond de cette vallée, alors que le ruisseau de la Guignardière, pouvant être considéré comme un bras mineur de l'Indre, en occupe la partie nord ; entre les deux se développe une sorte d'île, régulièrement inondée en période de crue ; le ruisseau de la Guignardière rejoint le bras principal de l'Indre en limite de Courçay. L'Indre est alimentée, dans sa traversée du territoire par quatre ruisseaux, deux sur chaque rive, prenant naissance sur le plateau ; parmi eux, le ruisseau des Tabardières, prenant sa source à Sublaines, alimente sur son passage deux grands étangs dans les bois de Reignac. Leurs cours sont sensiblement perpendiculaires à celui de l'Indre. Les crues de l'Indre, grossie en amont de Reignac par les eaux de l'Indrois, sont de type inondation de plaine, menaçant les secteurs de la commune bâtis au plus près du cours d'eau. Drainages agricoles et remembrements ont, en accélérant le ressuyage des sols du bassin amont après de fortes pluies, augmenté la fréquence et l'intensité des crues.
L'Indre est mentionnée pour la première fois par Grégoire de Tours au VIe siècle sous le nom de fluvium Angerem (La Vie des Pères, chap. XVIII). Ce nom est souvent attribué à une évolution du francique anger (prairie herbeuse) d'après la racine ang- ou angr-.
Quatre zones humides ont été répertoriées sur la commune par la direction départementale des territoires (DDT) et le Conseil départemental d'Indre-et-Loire, : « la vallée de l'Indre, d'Azay-sur-Indre à la Thibaudière », « l'étang de la Piquetterie », « la vallée du Ruisseau de Cléret » et « la vallée du Ruisseau de Rochette ».

### Paysages naturels
Les bois sont encore très présents sur le plateau de la rive droite de l'Indre, où ils représentent les derniers vestiges (avec la forêt de Loches) de la forêt médiévale de Chênevose. Les plateaux offrent un paysage de champ ouvert, aussi bien dans la Champeigne très fertile au nord de l'Indre que dans la Gâtine, moins favorable à l'agriculture, au sud de l'Indre. En limite de Cigogné et de Chédigny se développent des buttes et des prairies sèches calcaires concourant au maintien d'un patrimoine naturel riche et diversifié. La vallée de l'Indre est, elle aussi, morcelée en grandes parcelles où alternent cultures de maïs, plantations de peupliers et prairies.

### Climat
Pour des articles plus généraux, voir Climat du Centre-Val de Loire et Climat d'Indre-et-Loire.
En 2010, le climat de la commune est de type climat océanique dégradé des plaines du Centre et du Nord, selon une étude du Centre national de la recherche scientifique s'appuyant sur une série de données couvrant la période 1971-2000. En 2020, Météo-France publie une typologie des climats de la France métropolitaine dans laquelle la commune est exposée à un climat océanique altéré et est dans la région climatique  Moyenne vallée de la Loire, caractérisée par une bonne insolation (1 850 h/an) et un été peu pluvieux. 
Pour la période 1971-2000, la température annuelle moyenne est de 11,1 °C, avec une amplitude thermique annuelle de 14,7 °C. Le cumul annuel moyen de précipitations est de 701 mm, avec 10,6 jours de précipitations en janvier et 6,6 jours en juillet. Pour la période 1991-2020, la température moyenne annuelle observée sur la station météorologique installée sur la commune est de 12,1 °C et le cumul annuel moyen de précipitations est de 668,5 mm,. Pour l'avenir, les paramètres climatiques de la commune estimés pour 2050 selon différents scénarios d'émission de gaz à effet de serre sont consultables sur un site dédié publié par Météo-France en novembre 2022.
| Mois                                  | jan.          | fév.           | mars           | avril         | mai           | juin          | jui.          | août          | sep.          | oct.            | nov.          | déc.           | année      |
| ------------------------------------- | ------------- | -------------- | -------------- | ------------- | ------------- | ------------- | ------------- | ------------- | ------------- | --------------- | ------------- | -------------- | ---------- |
| Température minimale moyenne (°C)     | 1,9           | 1,7            | 3,3            | 5             | 8,5           | 11,6          | 13,3          | 13,2          | 10,2          | 8,3             | 4,7           | 2,4            | 7          |
| Température moyenne (°C)              | 4,9           | 5,6            | 8,4            | 10,9          | 14,5          | 18            | 20            | 20            | 16,4          | 12,9            | 8,2           | 5,4            | 12,1       |
| Température maximale moyenne (°C)     | 7,9           | 9,4            | 13,4           | 16,7          | 20,5          | 24,4          | 26,8          | 26,7          | 22,6          | 17,5            | 11,7          | 8,3            | 17,2       |
| Record de froid (°C) date du record   | −16 07.01.09  | −17,3 09.02.12 | −11,5 01.03.05 | −4,4 08.04.21 | −1,5 02.05.21 | 1,2 01.06.06  | 5 13.07.1993  | 3,9 21.08.14  | 0 20.09.12    | −4,6 30.10.1997 | −9 22.11.1993 | −12,5 19.12.09 | −17,3 2012 |
| Record de chaleur (°C) date du record | 16,2 16.01.20 | 23 27.02.19    | 25,2 31.03.21  | 29,2 30.04.05 | 32,3 27.05.05 | 40,8 18.06.22 | 41,7 25.07.19 | 40,4 18.08.12 | 36,3 14.09.20 | 32,2 02.10.23   | 22,5 07.11.15 | 18,4 07.12.00  | 41,7 2019  |
| Précipitations (mm)                   | 58,4          | 47,3           | 45,3           | 51,2          | 61            | 51            | 48,1          | 50,8          | 53,5          | 64,8            | 66,3          | 70,8           | 668,5      |

### Voies de communication et transports

#### Liaisons aériennes
À 50 minutes de trajet routier depuis Reignac, l'aéroport de Tours Val de Loire (code IATA : TUF • code OACI : LFOT) propose en 2014 des dessertes régulières à destination d'Ajaccio, Figari, Toulouse, Dublin, Londres, Marrakech et Porto ; d'autres dessertes, saisonnières ou occasionnelles, sont disponibles.

#### Réseau ferroviaire

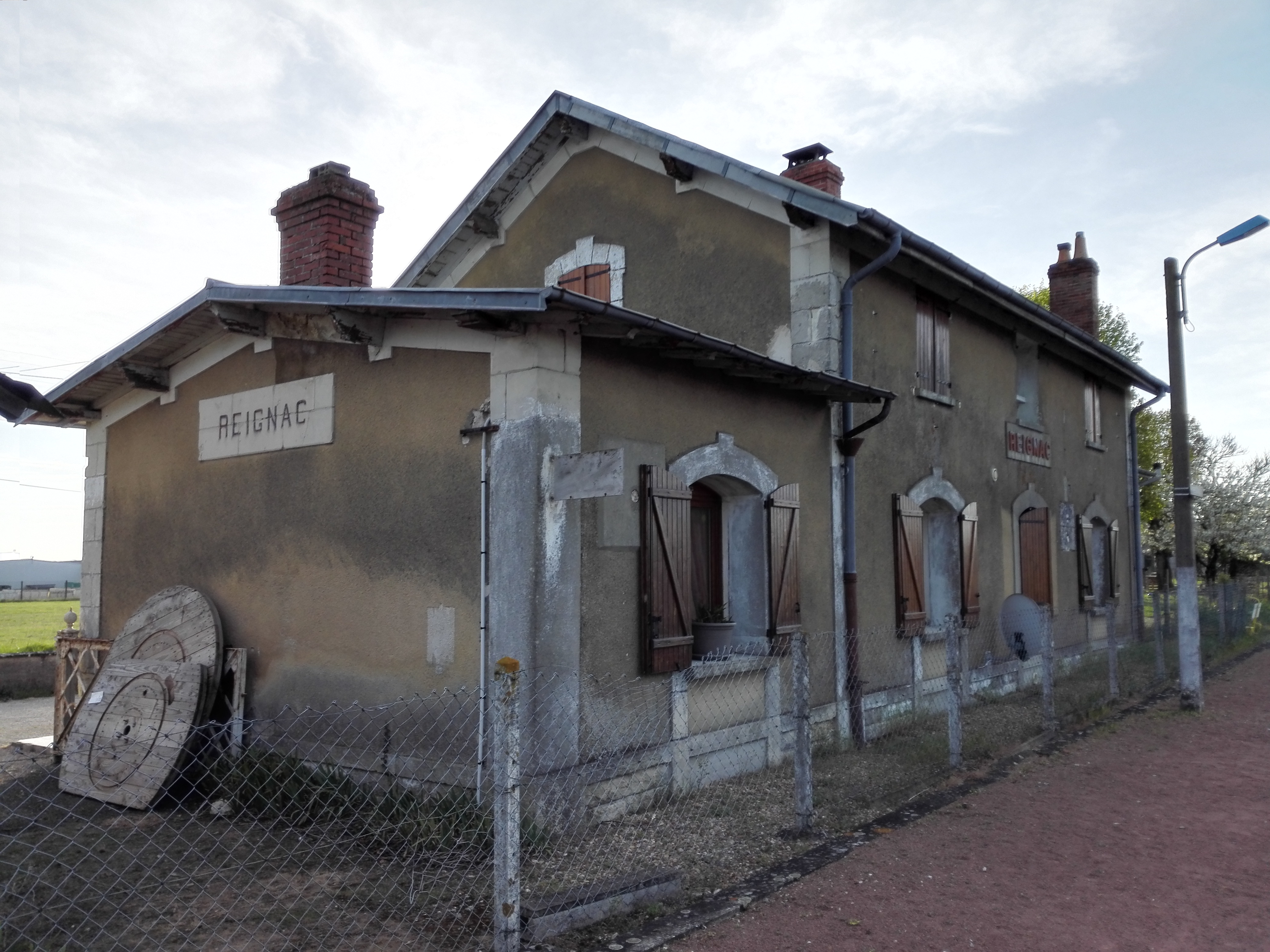
La gare de Reignac, en 2015.

Les habitants de Reignac peuvent se rendre à Loches ou Tours en train, en empruntant la ligne TER Centre-Val de Loire Tours-Loches, accessible en train à partir de la gare de Reignac ou en autocar avec quatre haltes sur le territoire communal de Reignac-sur-Indre selon les horaires. La gare de Reignac est également ouverte au trafic de fret, principalement pour le transport de céréales.

#### Infrastructure routière
Le chef-lieu communal de Reignac-sur-Indre se trouve au carrefour de deux routes très anciennes ; la D58, de direction nord-sud reliant Bléré à Manthelan, est une survivance d'une voie romaine qui allait de Port-de-Piles, au sud de l'Indre-et-Loire, jusqu'à Amboise ; la D17, qui suit la vallée de l'Indre sur sa rive gauche, va de Cormery à Loches. Plus récemment, la N143, ouverte en 1824 de Tours à Montluçon, a été établie sur le plateau à 2 km au sud du bourg de Reignac ; son tronçon en Indre-et-Loire a été déclassé en D943 en 2005. En gagnant Cigogné au nord par la D58, puis en empruntant la D31 vers le nord, on accède, après 17 km, à l'autoroute A85 par la sortie 11 Bléré qui permet de gagner Tours et l'autoroute A10 ou Vierzon et l'autoroute A71 ; cette autoroute a été ouverte en 2007.

## Urbanisme

### Typologie
Au 1er janvier 2024, Reignac-sur-Indre est catégorisée bourg rural, selon la nouvelle grille communale de densité à sept niveaux définie par l'Insee en 2022.
Elle est située hors unité urbaine. Par ailleurs la commune fait partie de l'aire d'attraction de Tours, dont elle est une commune de la couronne,. Cette aire, qui regroupe 162 communes, est catégorisée dans les aires de 200 000 à moins de 700 000 habitants,.

### Occupation des sols
L'occupation des sols de la commune, telle qu'elle ressort de la base de données européenne d’occupation biophysique des sols Corine Land Cover (CLC), est marquée par l'importance des territoires agricoles (72,2 % en 2018), en diminution par rapport à 1990 (73,6 %). La répartition détaillée en 2018 est la suivante :
terres arables (60,9 %), forêts (23,2 %), prairies (8,4 %), zones agricoles hétérogènes (2,8 %), zones urbanisées (2,5 %), zones industrielles ou commerciales et réseaux de communication (2,1 %). L'évolution de l’occupation des sols de la commune et de ses infrastructures peut être observée sur les différentes représentations cartographiques du territoire : la carte de Cassini (XVIIIe siècle), la carte d'état-major (1820-1866) et les cartes ou photos aériennes de l'IGN pour la période actuelle (1950 à aujourd'hui).

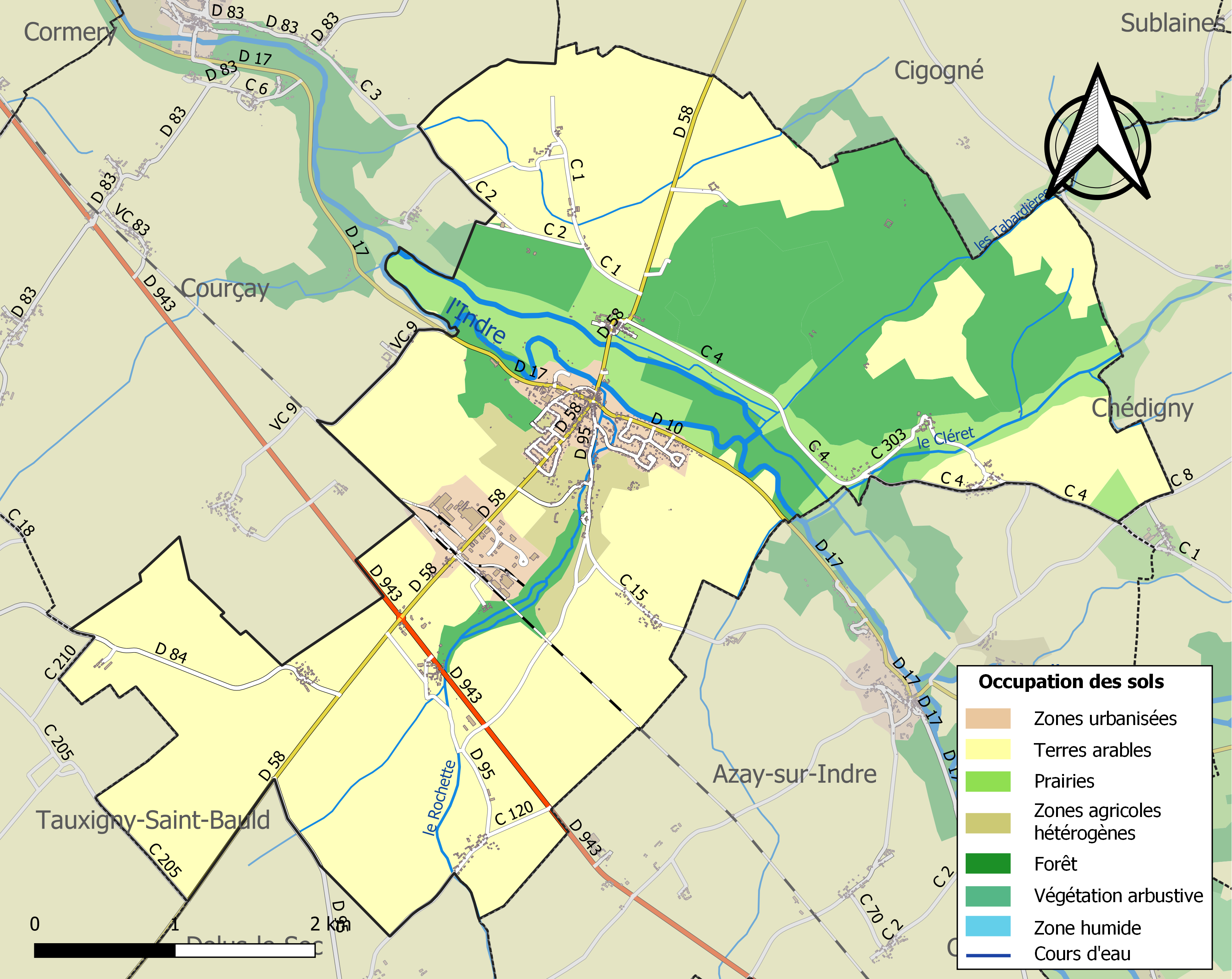
Carte des infrastructures et de l'occupation des sols de la commune en 2018 (CLC).

### Morphologie urbaine

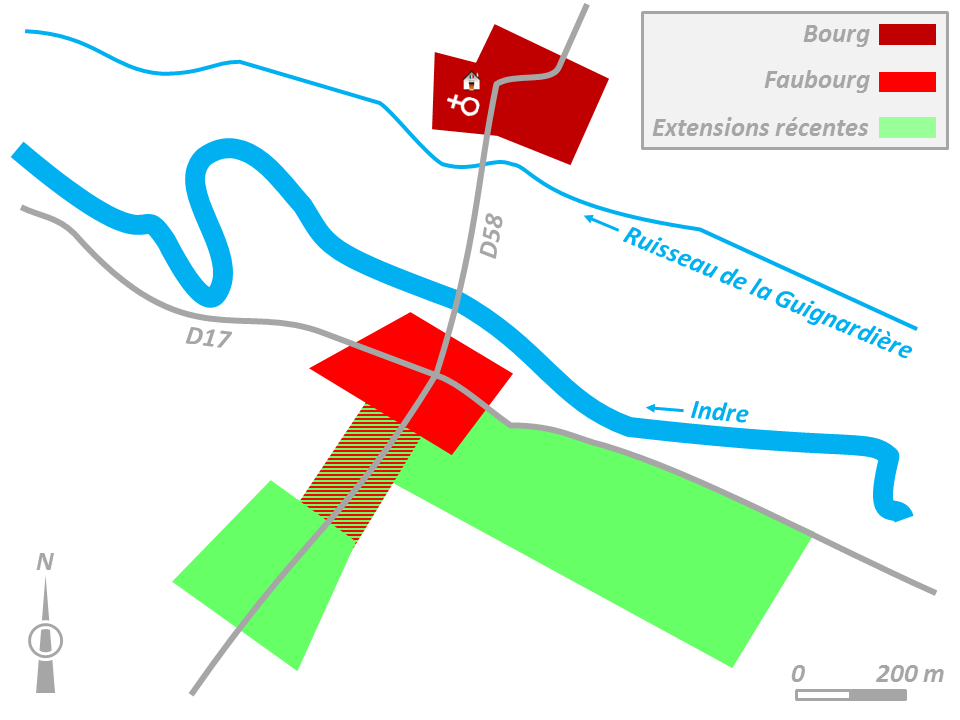
Plan schématisé du bourg.

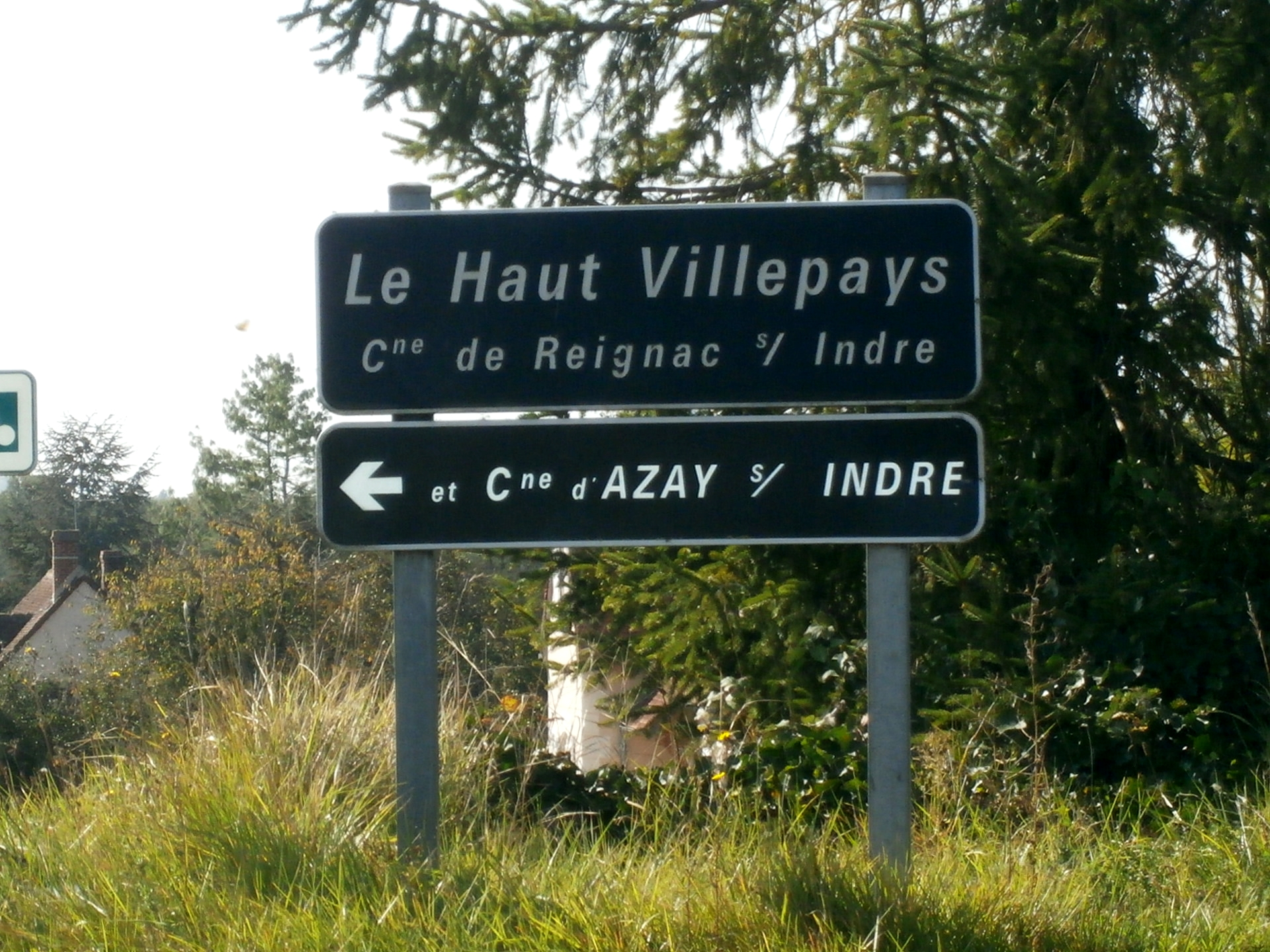
Panneaux indicateurs de Villepays.

Le centre-bourg « historique » de Reignac s'est constitué sur la rive droite du ruisseau de la Guignardière, au pied du coteau qui domine la vallée de l'Indre ; il y existe une rue du vieux bourg. Y sont rassemblés la mairie, le château et l'église, ainsi que quelques habitations, mais l'espace très resserré ne se prêtait pas à des extensions. Construire dans la varenne entre le ruisseau et l'Indre était hors de question en raison des risques trop importants de crue. Les extensions du noyau urbain prirent donc, dans un premier temps, la forme d'un faubourg autour du carrefour de la D17 et de la D58, au pied et sur les flancs du coteau de la rive gauche de l'Indre ; cette partie du chef-lieu communal a pris le nom de bourg du Fau à l’époque contemporaine. Depuis les années 1970, les constructions s'étendent à partir du faubourg le long de la D17 vers l'amont de l'Indre, mais aussi le long de la D58 vers le sud ; ces extensions prennent principalement la forme de lotissements dont les résidents travaillent en majorité à Loches, voire à Tours.
Parmi les hameaux et lieux-dits de Reignac-sur-Indre, on peut mentionner Batilly, fief des comtes d'Anjou au XIe siècle, ainsi que le cas particulier de Villepays scindé en deux hameaux, le Haut-Villepays, dont les habitations situées au nord du chemin communal de Reignac-sur-Indre à Chédigny se trouvent sur le territoire de Reignac-sur-Indre alors que celles situées au sud sont rattachées à Azay-sur-Indre et le Bas-Villepays, intégralement situé sur le territoire de Reignac.

### Logement
Le tableau ci-dessous présente une comparaison du logement à Reignac-sur-Indre et dans l'ensemble de l'Indre-et-Loire en 2011, au travers de quelques indicateurs, :
|                                                        | Reignac-sur-Indre | Indre-et-Loire |
| ------------------------------------------------------ | ----------------- | -------------- |
| Part des résidences principales (en %)                 | 89,7              | 88,4           |
| Part des logements vacants (en %)                      | 5,8               | 7,1            |
| Part des ménages propriétaires de leur logement (en %) | 78,5              | 58,6           |

L'habitat à Reignac-sur-Indre se caractérise par une proportion de ménages propriétaires de leur habitation légèrement supérieure à la moyenne départementale ; le logement locatif ne représente que 20,8 % des résidences principales. En 2011, 59,1 % des ménages résidaient dans la commune depuis plus de 10 ans. En 1945, on dénombrait 179 résidences principales ; entre 1946 et 1990, 209 résidences principales supplémentaires ont été construites (202 maisons individuelles et 7 appartements) ; entre 1991 et 2008, ce sont 101 résidences principales qui furent construites (89 maisons individuelles et 2 appartements) : le nombre de résidences principales construites depuis la fin de la Seconde Guerre mondiale correspond donc à une augmentation de 169 % du parc immobilier.
Les résidences secondaires représentent 4,5 % des habitations de Reignac-sur-Indre, valeur sensiblement égale à la moyenne de l'Indre-et-Loire qui s'établit à 4,4 %,.

### Aménagements en cours et projets
La mairie de Reignac-sur-Indre procédera au quatrième trimestre 2014 à l'agrandissement du centre technique municipal de la commune.
Dans ses délibérations des 6 juillet et 8 septembre 2014, le conseil municipal de Reignac-sur-Indre fait part de son intention de procéder à l'effacement des réseaux aériens électriques et de télécommunications dans trois rues de la commune ; l'éclairage public de ces mêmes rues sera transformé.

### Risques naturels et technologiques

#### Risques d'inondation

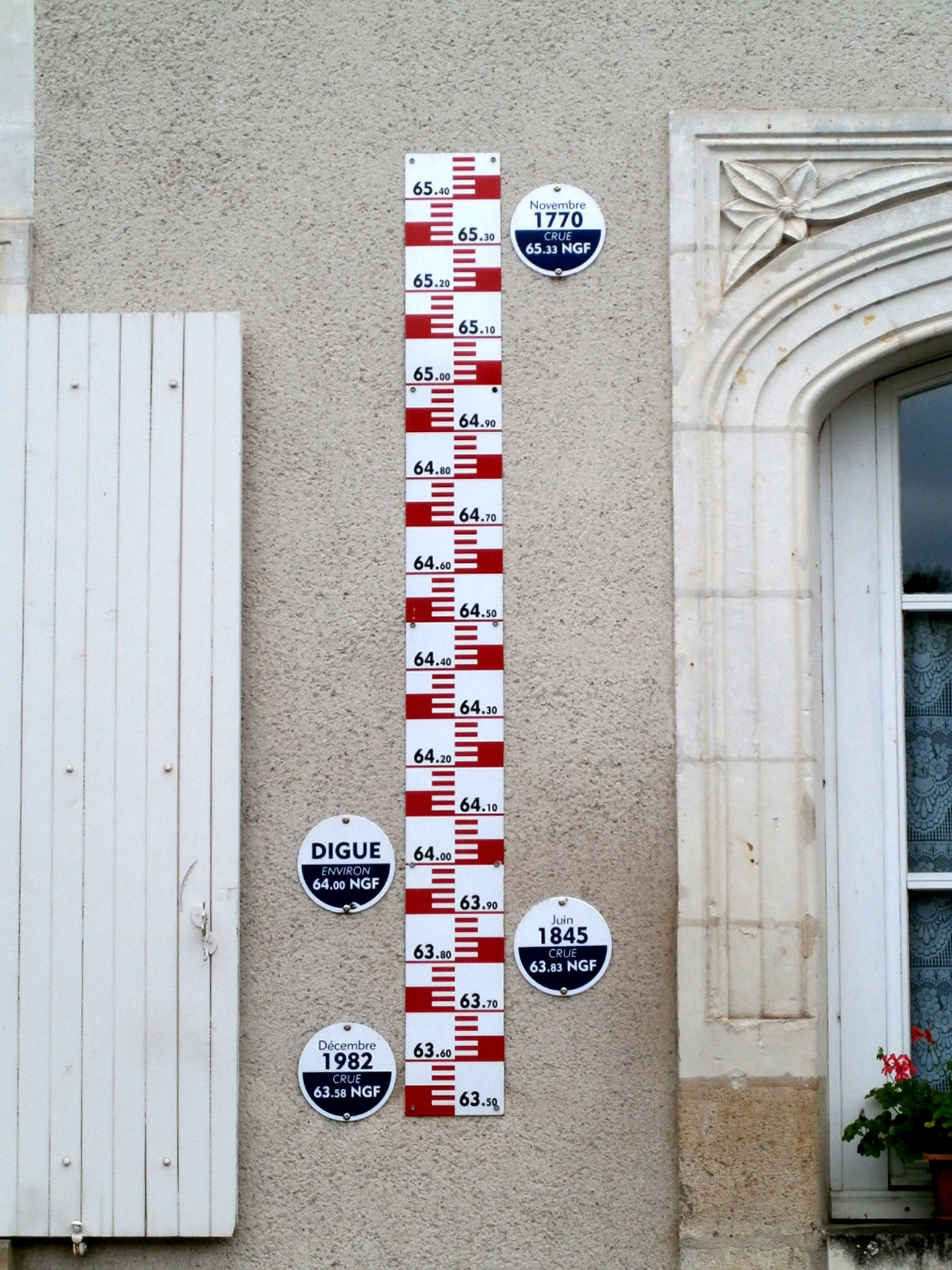
Échelle de crue sur le mur d'une habitation.

La situation hydrographique et topographique de Reignac-sur-Indre expose la commune à de forts risques d'inondation. Le resserrement du lit majeur de l'Indre en aval du bourg et la confluence, en amont, de l'Indre et de l'Indrois, dont la montée des eaux peut être très rapide, sont susceptibles de provoquer, au niveau du bourg de Reignac, une crue rapide par arrivée massive d'eau par l'amont et défaut d'écoulement par l'aval. Cette situation s'est déjà produite à plusieurs reprises dans le passé : en novembre 1770, l'Indre a atteint la cote record de 65,33 m NGF (Nivellement général de la France), soit une hauteur de submersion d'environ 5 m ; plus récemment, des niveaux de 63,83 m en 1845 et 63,58 m les 23 et 23 décembre 1982, avec un débit de 500 m3/s et 82 habitations inondées ont été décomptées. Le carrefour des deux principales voies routières desservant le bourg de Reignac (D17 et D58) se trouve à la cote 64 m NGF alors que le niveau moyen de l'Indre au niveau du pont est évalué aux alentours de 61 m NGF.
Pour limiter ce risque, plusieurs mesures ont été prises. Des digues, dont la construction s'est achevée en 1988, protègent les deux noyaux urbains de Reignac ; édifiées au sud de l'Indre et au nord du ruisseau de la Guignardière, leur sommet culmine à 64 m NGF, soit 0,50 m au-dessus du niveau de la crue de 1982, prise comme référence de crue centennale. Le plan local d'urbanisme (PLU) place la zone comprise entre ces deux digues en zone non constructible. Un plan de prévention des risques des naturels prévisibles d'inondation pour le val de l'Indre a été adopté en 2005 ; ses dispositions s'appliquent à Reignac-sur-Indre.

#### Risque sismique
Même si le département d’Indre-et-Loire, notamment sa frange sud-ouest, a connu dans l’histoire plusieurs tremblements de terre d’importance non négligeable (38 séismes y ont été recensés entre 577 et le XXe siècle, dont ceux des 14 mars 1741, 11 octobre 1749 et 15 mars 1752 à Reignac),, la commune de Reignac-sur-Indre est située en zone de sismicité faible, soit de niveau 2 sur une échelle de 1 à 5. Le risque sismique en Indre-et-Loire décroît du niveau 3 (modéré) au sud-ouest du département à 1 (très faible) au nord-est.

#### Risques industriels
L'entreprise Agrial, implantée dans la zone industrielle de la gare de Reignac-sur-Indre, opère dans le domaine du commerce des semences, produits phytosanitaires et engrais. Un arrêté préfectoral en date du 11 avril 2011 confirme son classement Seveso seuil bas ; les modalités d'exploitation de cet établissement limitent, entre autres mesures, à 4 950 tonnes la quantité de nitrate d'ammonium pouvant être stockée sur le site. La catastrophe de l'usine AZF de Toulouse, dix ans plus tôt, reste attribuée à l'explosion d'une partie d'un stock de 300 tonnes de ce même produit. Est définie autour de l'usine une « zone de 370 mètres de rayon au sein duquel les constructions susceptibles d'augmenter les enjeux humains sont interdites. »

## Toponymie

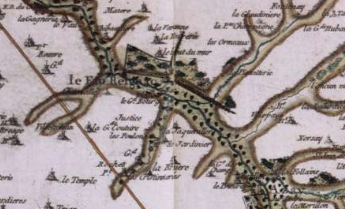
Reignac-sur-Indre (Le Fau-Reignac) sur la carte de Cassini.

Le nom de la localité est cité sous la forme Brixis dès le VIe siècle (Grégoire de Tours, Histoire des Francs, chapitre X, 31), ensuite Brixis vico au VIIe siècle (monnaies mérovingiennes), puis différentes appellations voisines jusqu'à Brisco en 1156 (charte de l'abbaye de Saint-Julien), enfin Brays au XIIIe siècle et Breis (sans date).
L'étymologie de la forme primitive du toponyme ne fait pas l'unanimité chez les toponymistes. Ce nom pourrait être d'origine celtique (gaulois) avec le sens de « forêt humide », mais une autre étymologie est proposée avec un dérivé de la racine indo-européenne d’un mot qui signifie « bouleau », du type *bher[ə]g cf. germanique commun *berkjōn / *berkō, vieux haut allemand birihha> allemand Birke, anglais birch, vieux norrois björk, apparentés au sanskrit bhūrjá-ḥ et qui ont tous le sens de « bouleau ».
Au XVe siècle, Jean du Fau, propriétaire de la seigneurie du lieu, lui donne son nom : La terre du Fau. Cette dénomination subsistera jusqu'à ce qu'un nouveau propriétaire, Louis de Barberin, comte de Reignac en Charente, n'impose son nom de terre à sa nouvelle acquisition, érigée en baronnie en 1710, sur autorisation par lettres patentes de Louis XIV. Cette situation perdurera jusqu'à la Révolution française où la seigneurie sera transformée en commune et appelée Val-Indre en 1793, nom qu'elle ne gardera que peu de temps avant de retrouver son appellation antérieure. Le nom de Reignac sera, par arrêté du 13 août 1920, complété avec le déterminant -sur-Indre, pour éviter les confusions avec les deux autres communes portant le même nom, en Charente et en Gironde.

## Histoire

### De la Préhistoire à l'Antiquité
Un dolmen en partie effondré se trouve dans la vallée de l'Indre, à l'ouest du bourg. Le Néolithique a livré des vestiges dans de nombreux sites sur le plateau, sous la forme notamment d'un atelier de taille de silex. De l'âge du bronze datent une pointe d'épée recueillie lors du creusement des fondations du pont ainsi que les traces de plusieurs enclos, situés sur le plateau et révélés par l'archéologie aérienne,. Un vaste site, peut-être un village, révélé en 2018 grâce à un diagnostic archéologique préalable à l'agrandissement de la zone industrielle, se révèle daté du Néolithique mais comporte aussi des vestiges de l'âge du bronze.

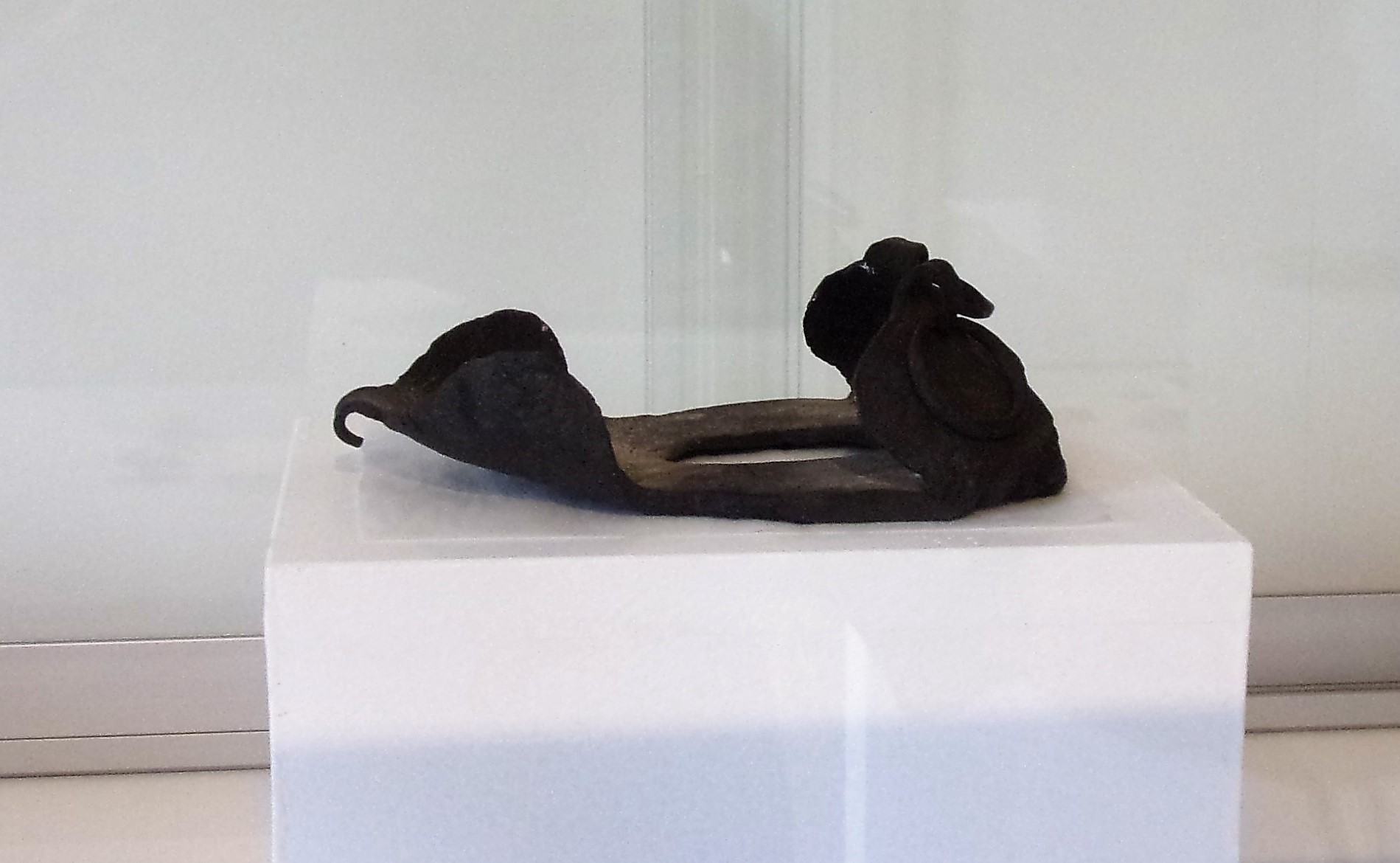
Hipposandale de Reignac-sur-Indre.

L’occupation du site de Reignac, à la période antique, est confirmée par plusieurs sources archéologiques. La voie qui reliait Poitiers à Vendôme passait par Manthelan puis, vers le nord, gagnait Reignac ; elle est aujourd’hui recouverte, sur cette partie de son tracé, par la D58. La traversée de l’Indre, au niveau du Bourg-du-Fau, devait s’opérer sur un pont ou plus probablement un gué (une rue des bords de l’Indre s’appelle rue du Gué romain). Lors de la construction du pont moderne, un riche mobilier antique a été découvert dans le lit de la rivière : monnaies dont une d'Hadrien, vases et hipposandales,. Après avoir escaladé la rive droite du coteau de l’Indre, cette voie obliquait vers le nord-est pour rejoindre Bléré. Aux lieux-dits les Girondes, le Temple et la Haute-Borne, la prospection aérienne a révélé la présence de petites villae gallo-romaines,. À Villepays, des monnaies romaines en or ont été trouvées, quelques-unes datées de la seconde moitié du IVe siècle ; d'autres vestiges antiques (murs, urnes funéraires, fioles à parfum) ont été mis au jour près du château.

La paroisse de Reignac est de fondation très ancienne, puisque Grégoire de Tours l'attribue à Eustoche (ou Eustache), septième évêque de Tours, vers 450, en ces termes : 

« Le cinquième Eustache est ordonné évêque [...]. On rapporte qu'il a fondé des églises dans les bourgs de Braye [...]. »

### Moyen Âge

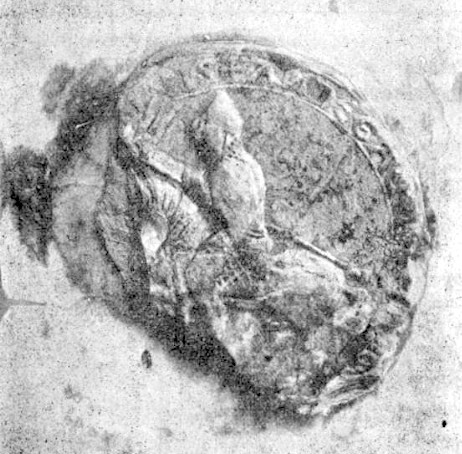
Sceau de Foulques Nerra.

La voie romaine déjà mentionnée perdure au Moyen Âge ; elle devient un des itinéraires de pèlerinage de Paris vers Saint-Jacques-de-Compostelle (plus au nord, sur la commune de Bléré, elle garde toujours son surnom de Chemin d'Espagne) et sa présence contribue à faire de Reignac un village important avec foires, artisans, auberges, hôtels ; la découverte à Reignac, en 1864, de monnaies du haut Moyen Âge dont l'une frappée à Constantinople atteste de cette activité commerciale. Vers 1007, Foulques Nerra fonda une abbaye à Beaulieu-lès-Loches ; il la dota de biens fonciers, dont deux hameaux de Reignac, Trion et Villepays. Une légende traditionnellement admise rapporte qu’en 1015 le même Foulques Nerra battit Eudes II de Blois sur les terres de Reignac et que plus tard, en 1044, son fils Geoffroy Martel affronta une dernière fois Thibaud III en fuite après la bataille décisive de Nouy pour la possession de la Touraine. Foulques Nerra aurait également construit 35 châteaux-forts en Touraine, dont un à Reignac, sur le coteau, entièrement disparu,. Même si Oger, doyen de Saint-Martin possédait Reignac au début du XIe siècle, ce n’est que vers 1132 que son arrière petit-fils aura la titre de « seigneur du château de Bray ».
Simon de Brion, pape sous le nom de Martin IV de 1281 à 1285, était peut-être né à Reignac ou y aurait séjourné dans son enfance ; ses biographes sont divisés à ce sujet.
En 1420, Jean du Fau, écuyer du roi, devient seigneur de Bray et lui donne son nom ; la terre du Fau deviendra une baronnie vers 1490.

### Époque moderne et Révolution

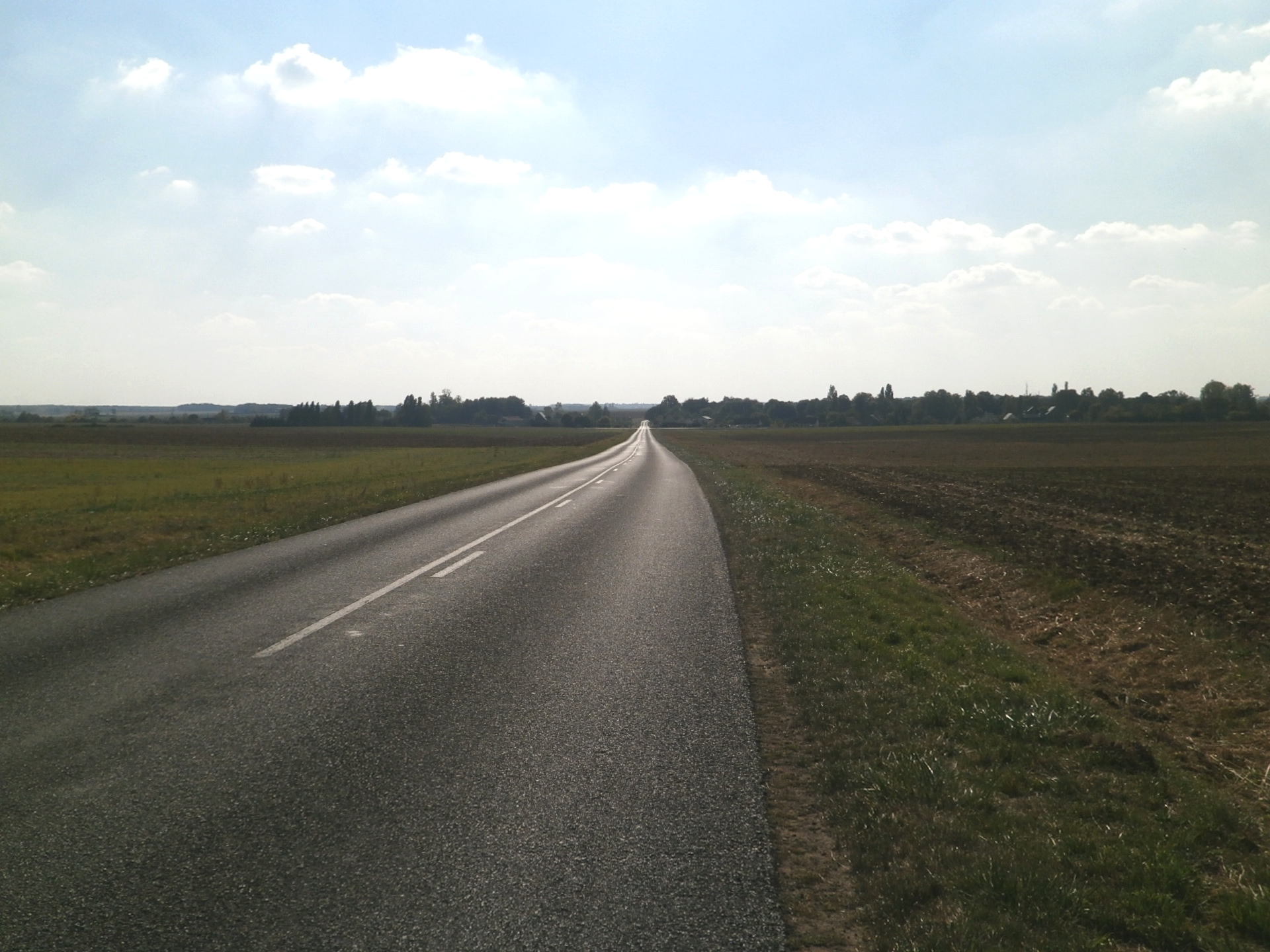
La D58, ancien chemin d'Espagne, au sud de Reignac.

Du XVe siècle au XVIIe siècle, la fréquentation du Chemin d'Espagne ne se dément pas, avec un retentissement favorable pour la paroisse qui, en 1442, compte « sept auberges sans compter les cabarets. » En 1693, il est fait mention d'un voyageur (pèlerin ?) canadien décédé dans l'un des neuf hôtels de Reignac ; à l'époque, le faubourg a pris un tel développement qu'il dispose de son propre cimetière. En 1700, Louis de Barberin de Reignac en Charente devient seigneur du Fau ; dix ans plus tard, Louis XIV le nomme marquis et l'autorise à donner son nom à sa terre qui devient Reignac ; en 1713, le même roi le nomme lieutenant du gouvernement de Touraine par lettres patentes. La crue dévastatrice de l’Indre survenue en 1770 est simplement mentionnée dans les registres paroissiaux qui évoquent, le 29 novembre 1770, l’impossibilité de baptiser un nouveau-né dans l’église inondée ; le baptême a lieu dans la chapelle du château.
La nouvelle route de Paris vers l'Espagne, par Vendôme, Tours et Poitiers, future N10, construite à partir de 1774, va attirer à elle une partie du trafic qui transitait auparavant par Reignac.
Entre octobre 1782 et juin 1783, une grave épidémie, de pneumonie semble-t-il, touche le sud-ouest de la Touraine. Reignac est l'une des paroisses les plus sévèrement atteintes puisque 50 habitants meurent, soit 8,6 % de la population, le nombre de malades n'étant pas connu. À cette époque, bien évidemment, aucun moyen thérapeutique ne permet de lutter efficacement contre cette maladie, dont l'ampleur paraît être aggravée par l'affaiblissement de la population (les récoltes 1782 avaient été mauvaises).
Lorsque survient la Révolution française, Gilbert du Motier, marquis de La Fayette — La Fayette était, par sa mère, un descendant de Louis de Barberin — et son cousin Thibault de Lusignan sont propriétaires du château de Reignac. Déclarés « émigrés », ils en seront dépossédés par la loi sur les bien nationaux. À la même époque, Victor Rossignol est le premier maire de Reignac mais sa charge est de courte durée : inscrit sur la liste des « suspects » sous la Terreur, il échappe toutefois à l'arrestation ; il est cependant remplacé.
Au moment de l'établissement du cadastre napoléonien, le chemin vers Saint-Jacques de Compostelle existe toujours, sous le nom de chemin Richelieu de Reignac à Bléré.

### Époque contemporaine
L'arrivée du chemin de fer à Reignac en 1879, en provenance de Tours et à destination de Loches puis Châteauroux se révèle un tournant dans l'orientation économique de la commune ; autour de la gare de Reignac vont se créer des entreprises embranchées sur la ligne ferroviaire, dont la zone industrielle contemporaine est l'héritière directe.
La laiterie de Reignac sera pendant plus de trois quarts de siècle un emblème de l'économie reignacoise. Fondée sous forme coopérative en 1908, elle prend rapidement de l'ampleur après la Première Guerre mondiale ; l'augmentation importante des excédents laitiers français, dont la valeur passe de 2,9 à 6,6 milliards de francs entre 1975 et 1980, entraîne une grave crise dans cette filière et provoque la disparition de nombreux petits troupeaux de vaches laitières. Pour survivre, la laiterie de Reignac fusionne avec celle de Verneuil-sur-Indre mais doit fermer en 2006, les bâtiments n'ayant pas bénéficié, au contraire de ceux de Verneuil-sur-Indre, d'une mise en conformité avec les nouvelles normes sanitaires.

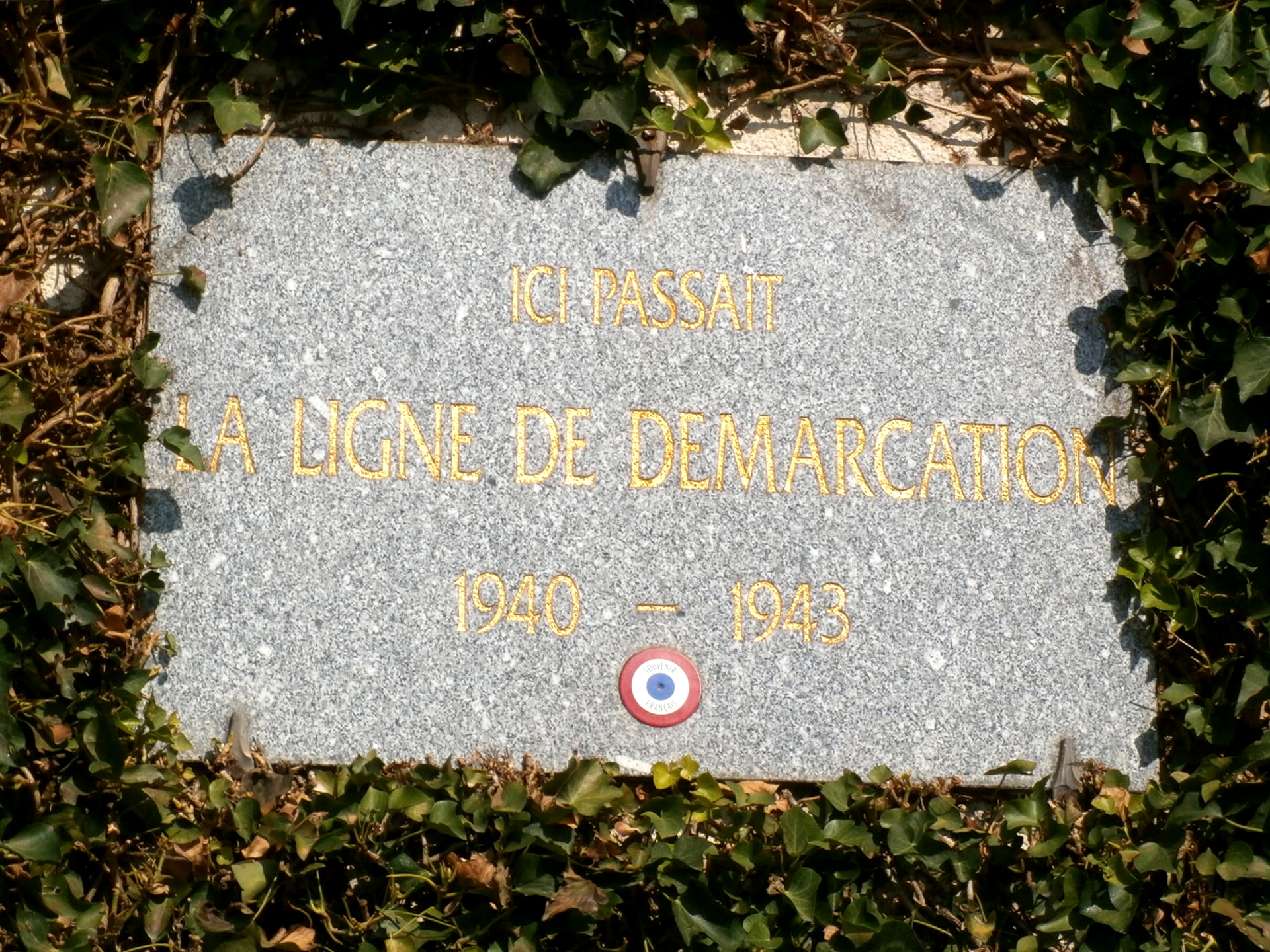
Plaque commémorative au Café-Brûlé.

La ligne de démarcation en Indre-et-Loire.

La Seconde Guerre mondiale va bouleverser la vie de Reignac et de ses habitants. En mai 1940, pendant l'exode, un train de réfugiés reste stationné une semaine en gare de Reignac, sa centaine de passagers y vivant et se ravitaillant dans les fermes alentour. Entre le 22 juin 1940 et le 28 février 1943, la ligne de démarcation passe sur le territoire communal, au lieu-dit du Café-Brûlé, à l'ouest du carrefour entre la D58 et la D943. Le bourg de Reignac est en zone libre mais la gare en zone occupée ; un aménagement du tracé de la ligne en 1941 va replacer la gare en zone libre, ce qui simplifiera les liaisons routières avec le bourg, mais aussi ferroviaires avec Loches, commune elle aussi en zone libre ; la ligne de chemin de fer vers Tours est, quant à elle, fermée après la destruction du pont sur le Cher au sud de Tours. Le poste du Café-Brûlé est le premier point de franchissement officiel de la ligne au sud de Bléré. De nombreux passages clandestins auront toutefois lieu sur le territoire de Reignac : en mai 1942, le garde champêtre de Reignac, arrêté et déporté peu après, fait passer la ligne à un homme qui, venant de Loches, souhaite rejoindre Paris (vouloir quitter la zone libre pour la zone occupée est assez inhabituel) ; plusieurs témoins déclareront qu’il s’agit de Jean Moulin. Le curé de Reignac (église en zone libre), également desservant de Courçay (zone occupée), profite de ses fréquents voyages pour transporter clandestinement du courrier. Quelques rares habitants de Reignac se livrent toutefois à des activités moins recommandables : promenant les candidats au franchissement de la ligne dans la campagne, de nuit, ils les abandonnent en leur affirmant, ce qui est faux, qu’ils sont en zone libre, après avoir bien sûr empoché le prix de ce « service ».
En 1986, Reignac-sur-Indre inaugure sur son territoire une nouvelle attraction touristique : un labyrinthe végétal de 4 ha est tracé dans un champ de maïs, avec tous les ans un thème différent ; ce labyrinthe est installé à proximité d'une entreprise dont l'une des activités est le stockage et le commerce d'engrais chimiques. Le labyrinthe cesse son activité à l'issue de l'année 2001 ; quelques mois auparavant, le 21 septembre de la même année, l'explosion de l'usine AZF de Toulouse, elle aussi spécialisée dans le stockage d'engrais chimiques, a fait 31 victimes.

## Politique et administration

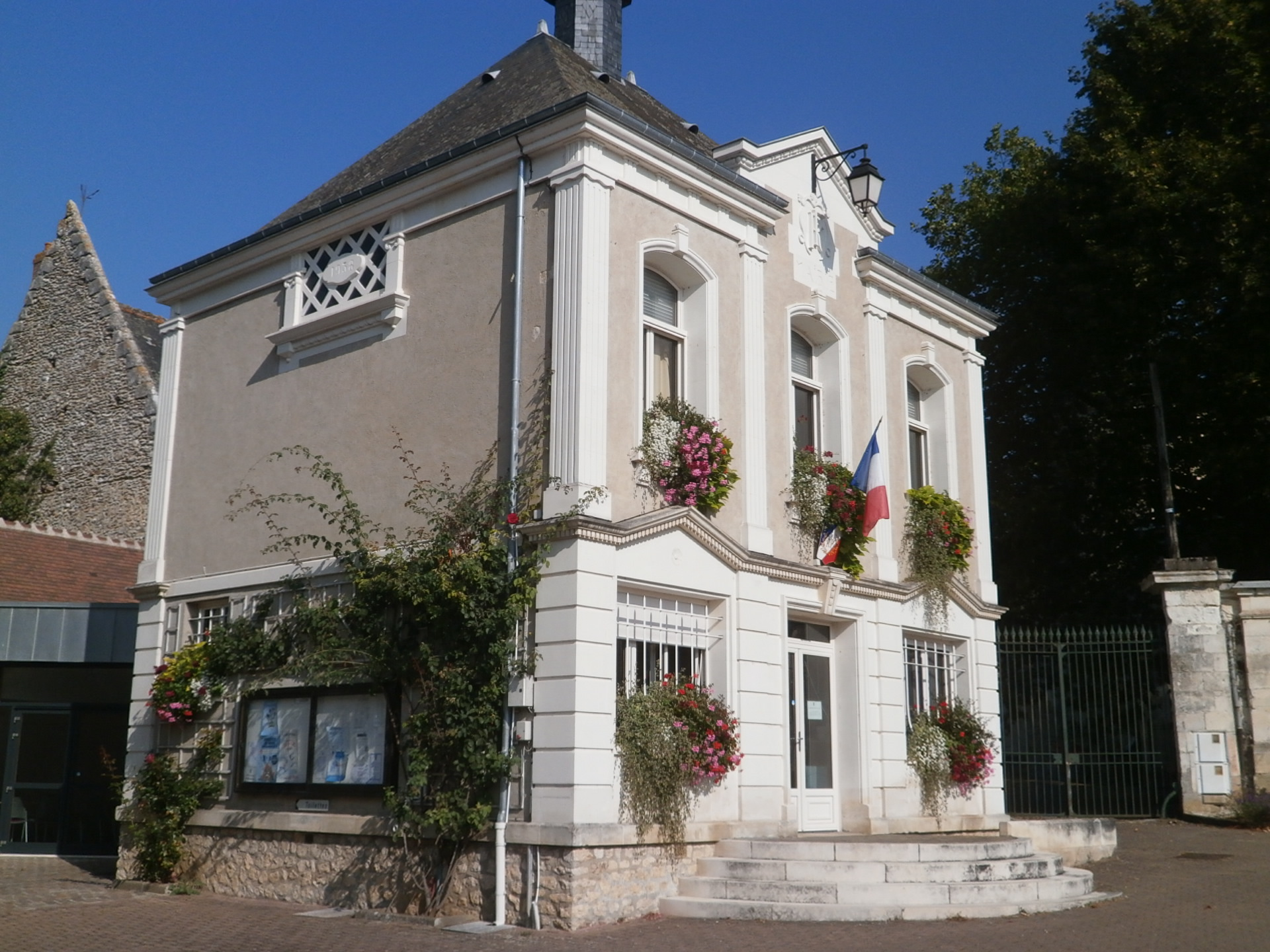
La mairie.

### Situation administrative
Reignac-sur-Indre fait partie du canton de Loches, qui regroupe, à la suite du redécoupage cantonal de 2014, 28 communes autour de Loches, le chef-lieu de canton. À l'issue du second tour des élections départementales de 2015, Valérie Gervès (UMP) et Pierre Louault (UDI, conseiller général sortant) sont élus conseillers départementaux du canton de Loches.
Elle est rattachée à l'arrondissement de Loches et à la 3e circonscription de l'Indre-et-Loire. La députée de cette circonscription, réélue le 17 juin 2012, était Marisol Touraine, PS. Appelée à siéger au gouvernement le 21 juillet 2012, elle abandonne son siège au profit de son suppléant, Jean-Marie Beffara, PS.

### Tendances politiques et résultats
Dans une commune où le maire DVD a entamé en 2014 son troisième mandat, l'électorat confirme son ancrage à droite ; seules les élections régionales de 2004 et les législatives 2012 seront dominées par le candidat de gauche. Les résultats des élections européennes se prêtent peu à l'analyse, avec une participation relativement faible et un scrutin à un seul tour qui favorise l’éparpillement des voix mais, pour la première fois, l'électorat reignacois place une liste du Front national en tête de ses suffrages..

#### Élection présidentielle de 2017
En 2017, au deuxième tour des élections présidentielles, Emmanuel Macron (En marche !), élu, a obtenu 65,49 % des voix et Marine Le Pen (FN), 34,51 %. Le taux de participation s'est élevé à 83,35 %.

#### Élections municipales les plus récentes
Le nombre d'habitants lors des derniers recensements étant compris entre 500 et 1499 habitants, le nombre de membres du conseil municipal est de 15.
Lors des élections municipales de 2008, les 15 conseillers municipaux ont été élus dès le premier tour ; le taux de participation était de 76,96 %. Loïc Babary est réélu à la tête de la municipalité.
Lors des élections municipales de 2014, les 15 conseillers municipaux ont également été élus dès le premier tour, avec un taux de participation de 67,37 % ; l'unique liste présentée obtient deux sièges au conseil communautaire. Loïc Babary est réélu à la tête de la municipalité.

### Instances judiciaires et administratives
Jusqu'en fin 2009, les habitants de Reignac-sur-Indre relevaient de la juridiction du tribunal d'instance de Loches. Depuis le 1er janvier 2010 et la réforme de la carte judiciaire, c'est le tribunal d'instance de Tours qui est compétent pour l'ensemble du département ; toutes les juridictions intéressant Reignac-sur-Indre sont ainsi regroupées à Tours, exception faite du tribunal administratif et de la cour d'appel qui siègent à Orléans.
La commune se trouve dans la circonscription de gendarmerie de la brigade de proximité de Loches.

### Intercommunalité
Reignac-sur-Indre fait partie, depuis sa création le 31 décembre 1995, de la communauté de communes Loches Développement qui regroupe vingt communes pour une population de 21 550 habitants, dont 6 455 pour la seule commune de Loches, en 2011. Elle intègre, le 1er janvier 2017, la nouvelle communauté de communes Loches Sud Touraine.
Le Syndicat intercommunal d'énergie d'Indre-et-Loire (SIEIL) assure le contrôle et la coordination de l'ensemble des concessionnaires opérant sur l'Indre-et-Loire dans le domaine de la distribution de gaz et d'électricité ; il intervient également sur le renforcement du réseau de distribution d'électricité. Fondé en 1937, il a progressivement évolué dans le contexte d'ouverture des marchés de l'énergie à la concurrence.
Par arrêté préfectoral en date du 23 avril 2008, toutes les communes d'Indre-et-Loire, Tours exceptée, adhèrent au SIEIL à titre individuel.
Un syndicat intercommunal à vocation unique (SIVU), auquel adhère la commune de Reignac-sur-Indre, au même titre que 48 autres communes du Lochois, prend en charge le transport des collégiens et lycéens entre leurs communes respectives et les établissements d'enseignement secondaire, publics comme privés, ouverts dans le périmètre de compétences de ce SIVU. Il s'agit du syndicat intercommunal de transport scolaire du Lochois dont le siège se trouve à Ferrière-sur-Beaulieu et qui opère en convention avec un transporteur professionnel.
La structure intercommunale sous forme associative Nouvelles aspirations culturelles en Lochois (NACEL) regroupe 11 communes, dont Reignac, une quinzaine d'associations et des particuliers. Elle prend en charge, auprès de ses adhérents, la coordination d'actions dans le domaine culturel, elle porte, en son nom, certains projets et s'associe à plusieurs autres.

### Politique environnementale
La communauté de communes Loches Sud Touraine gère la politique environnementale sur l'ensemble de son territoire pour ce qui concerne la gestion des eaux potable et usées ainsi que des déchets ménagers.

#### Eau et assainissement
Depuis le 1er janvier 2012, la Régie eau potable et assainissement prend en charge l'organisation de la distribution d'eau potable et l'entretien du réseau d'assainissement.
Au 31 décembre 2012, le service d'adduction d'eau potable dessert 574 abonnés. Celle-ci est prélevée dans trois forages exploitant la nappe du séno-turonien sur le territoire de la commune de Reignac-sur-Indre. Après déferrisation et traitement UV, l'eau est distribuée ou envoyée dans un réservoir de stockage,.
Pour les 398 abonnés de Reignac-sur-Indre (nombre arrêté au 31 décembre 2012), le traitement des eaux usées est assuré par :
- une station d'épuration par lagunage, d'une capacité de 1 300 EH (équivalent-habitant) pour le bourg ;
- trois fosses septiques toutes eaux (FSTE) avec filtre à sable ; d'une capacité de 60, 30 et 30 EH, elles desservent respectivement les hameaux du Haut-Villepays, de la Rochette et du Temple.

#### Déchets ménagers
Une collecte hebdomadaire des ordures ménagères (OM) et des emballages ménagers (EM) est assurée en porte-à-porte. Des conteneurs pour le verre et les journaux-revues-magazines (JRM) sont disposés sur deux sites du territoire communal. Une collecte des encombrants est réalisée une fois par an en porte-à-porte. Les habitants de Reignac-sur-Indre, nombreux à posséder un jardin, peuvent en outre se procurer des bacs pour le compostage de leurs déchets végétaux. Enfin, ils ont accès aux déchetteries de Chanceaux-près-Loches ou de Tauxigny, respectivement distantes de 12 et 8 km.

#### Fleurissement de la commune
Reignac-sur-Indre organise un concours municipal des maisons fleuries en collaboration avec la Société d'horticulture de Touraine (SHOT). Le conseil municipal s'est doté par ailleurs d'une commission Environnement et fleurissement.
Dans son palmarès 2016, le Conseil National des Villes et Villages Fleuris de France a attribué une fleur à la commune au Concours des villes et villages fleuris.

### Finances locales
Le tableau ci-dessous présente quelques éléments des finances locales de Reignac-sur-Indre, sur une période de neuf ans :
| Années | Résultat comptable | Résultat comptable   | Besoin () ou capacité () de · financement des investissements | Besoin () ou capacité () de · financement des investissements | Capacité d'autofinancement (CAF) | Capacité d'autofinancement (CAF) |
| Années | Reignac            | Moyenne de la strate | Reignac                                                       | Moyenne de la strate                                          | Reignac                          | Moyenne de la strate             |
| ------ | ------------------ | -------------------- | ------------------------------------------------------------- | ------------------------------------------------------------- | -------------------------------- | -------------------------------- |
| 2005   | 319                | 140                  | 59                                                            | 10                                                            | 258                              | 142                              |
| 2006   | 186                | 148                  | 155                                                           | 5                                                             | 249                              | 151                              |
| 2007   | 257                | 148                  | 101                                                           | 9                                                             | 257                              | 152                              |
| 2008   | 255                | 147                  | 6                                                             | 10                                                            | 255                              | 151                              |
| 2009   | 224                | 142                  | 61                                                            | 9                                                             | 224                              | 147                              |
| 2010   | 197                | 143                  | 108                                                           | 7                                                             | 197                              | 150                              |
| 2011   | 186                | 160                  | 125                                                           | 0                                                             | 189                              | 168                              |
| 2012   | 227                | 160                  | 18                                                            | 6                                                             | 229                              | 168                              |
| 2013   | 219                | 148                  | 252                                                           | 13                                                            | 221                              | 156                              |

Quelques tendances générales, toujours en comparant Reignac-sur-Indre avec la moyenne de sa strate (communes de 500 à 2 000 habitants appartenant à un groupement fiscalisé), se dégagent à l'examen de ces données.
On constate, à l'examen de ces comptes, que la capacité d'autofinancement, est supérieure, voire très supérieure à la moyenne, quelle que soit l'année considérée. Le même constat peut être fait pour le résultat comptable. La capacité de financement des investissements n’évolue pas de façon nette ou durable ; la tendance baissière de 2012 et 2013 ne peut être analysée, faute de recul.

## Population et société

### Démographie

#### Évolution démographique
Les habitants de Reignac-sur-Indre sont appelés les Reignacois.
En 1691, les registres paroissiaux indiquent que Reignac comptait 128 feux, puis 142 en 1789, dernière valeur connue avant le premier recensement en nombre d'habitants.
L'évolution du nombre d'habitants est connue à travers les recensements de la population effectués dans la commune depuis 1793. Pour les communes de moins de 10 000 habitants, une enquête de recensement portant sur toute la population est réalisée tous les cinq ans, les populations de référence des années intermédiaires étant quant à elles estimées par interpolation ou extrapolation. Pour la commune, le premier recensement exhaustif entrant dans le cadre du nouveau dispositif a été réalisé en 2008.

En 2022, la commune comptait 1 309 habitants, en évolution de +8,09 % par rapport à 2016 (Indre-et-Loire : +1,67 %, France hors Mayotte : +2,11 %).
| 1793 | 1800 | 1806 | 1821 | 1831 | 1836 | 1841 | 1846 | 1851 |
| ---- | ---- | ---- | ---- | ---- | ---- | ---- | ---- | ---- |
| 550  | 508  | 529  | 593  | 705  | 684  | 684  | 702  | 731  |

| 1856 | 1861 | 1866 | 1872 | 1876 | 1881 | 1886 | 1891 | 1896 |
| ---- | ---- | ---- | ---- | ---- | ---- | ---- | ---- | ---- |
| 766  | 785  | 759  | 763  | 763  | 801  | 771  | 786  | 744  |

| 1901 | 1906 | 1911 | 1921 | 1926 | 1931 | 1936 | 1946 | 1954 |
| ---- | ---- | ---- | ---- | ---- | ---- | ---- | ---- | ---- |
| 719  | 731  | 747  | 718  | 751  | 733  | 714  | 704  | 738  |

| 1962 | 1968 | 1975 | 1982 | 1990 | 1999  | 2006  | 2008  | 2013  |
| ---- | ---- | ---- | ---- | ---- | ----- | ----- | ----- | ----- |
| 653  | 645  | 685  | 842  | 909  | 1 068 | 1 171 | 1 201 | 1 176 |

| 2018  | 2022  | - | - | - | - | - | - | - |
| ----- | ----- | - | - | - | - | - | - | - |
| 1 265 | 1 309 | - | - | - | - | - | - | - |

La population de Reignac-sur-Indre a plus que doublé depuis la Révolution sans connaître de période importante de récession ; le nombre d'habitants s'est accru de près de 88 % entre 1975 et 2011, soit un gain moyen de 13 habitants par an sur cette période. L'examen de la pyramide des âges montre un réel déficit de population dans la tranche d'âge de 15 à 29 ans, hommes comme femmes, par rapport à la moyenne départementale, au profit des autres tranches d'âge.
Depuis 1968 jusqu'à 2011, la population de Reignac-sur-Indre est globalement en augmentation ; à deux exceptions près, cet accroissement est dû aussi bien au solde naturel qu'au solde migratoire, tous deux positifs ; on peut noter un solde naturel qui progresse tout au long de cette période, en raison notamment d'un taux de mortalité en baisse (0,66 % entre 2006 et 2011 contre 1,1 % entre 1968 et 1975), comme le montrent les données du tableau ci-dessous,.
|                                           | 1968 - 1975 | 1975 - 1982 | 1982 - 1990 | 1990 - 1999 | 1999 - 2006 | 2006 - 2011 |
| ----------------------------------------- | ----------- | ----------- | ----------- | ----------- | ----------- | ----------- |
| Taux de variation annuel de la population | + 0,9       | + 3,0       | + 1,0       | + 1,8       | + 1,3       | + 0,7       |
| Solde naturel                             | - 0,1       | + 0,0       | + 0,1       | + 0,5       | + 0,5       | + 0,8       |
| Solde migratoire                          | + 1,0       | + 2,9       | + 0,9       | + 1,3       | + 0,9       | - 0,1       |

#### Pyramide des âges
La population de la commune est relativement jeune.
En 2018, le taux de personnes d'un âge inférieur à 30 ans s'élève à 34,7 %, soit en dessous de la moyenne départementale (34,9 %). À l'inverse, le taux de personnes d'âge supérieur à 60 ans est de 26,0 % la même année, alors qu'il est de 27,8 % au niveau départemental.
En 2018, la commune comptait 611 hommes pour 654 femmes, soit un taux de 51,7 % de femmes, légèrement inférieur au taux départemental (51,91 %).
Les pyramides des âges de la commune et du département s'établissent comme suit.
| Hommes | Classe d’âge | Femmes |
| ------ | ------------ | ------ |
| 1,1    | 90 ou +      | 1,4    |
| 9,0    | 75-89 ans    | 9,3    |
| 15,9   | 60-74 ans    | 15,3   |
| 19,3   | 45-59 ans    | 20,0   |
| 19,0   | 30-44 ans    | 20,2   |
| 16,5   | 15-29 ans    | 13,9   |
| 19,1   | 0-14 ans     | 19,9   |

| Hommes | Classe d’âge | Femmes |
| ------ | ------------ | ------ |
| 0,9    | 90 ou +      | 2,2    |
| 7,9    | 75-89 ans    | 10,2   |
| 17,3   | 60-74 ans    | 18,1   |
| 19,8   | 45-59 ans    | 19,1   |
| 17,9   | 30-44 ans    | 17,2   |
| 18,5   | 15-29 ans    | 17,5   |
| 17,6   | 0-14 ans     | 15,6   |

### Enseignement
La commune de Reignac-sur-Indre est rattachée à l'académie d'Orléans-Tours. Cette académie fait partie de la zone B pour son calendrier de vacances scolaires.
En 2014, la commune de Reignac-sur-Indre dispose d'une école maternelle de deux classes avec l'appui de deux agents territoriaux spécialisés des écoles maternelles (ATSEM) et d'une école élémentaire de trois classes, scolarisant au total 122 élèves, ; les établissements d'enseignement secondaire les plus proches se trouvent à Loches, avec deux collèges, l'un public, l'autre privé, et trois lycées, dont deux lycées d'enseignement général, l'un public et l'autre privé, et un lycée public d'enseignement professionnel.
Les collégiens et étudiants scolarisés à Loches ont accès à un dispositif de transport scolaire leur permettant de se rendre dans leurs établissements secondaires.
Les établissements d'enseignement supérieur sont tous situés à Tours ou dans sa proche périphérie. Parmi eux, l'université pluridisciplinaire François-Rabelais propose, au sein d'une école polytechnique universitaire et de deux instituts universitaires de technologie s'appuyant sur une quarantaine de laboratoires de recherche, sept unités de formation et de recherche ; l'école supérieure de commerce et de management de Tours-Poitiers offre sur ses deux sites des formations Bac+3 ou Bac+5 ; l'école Brassart de Tours est spécialisée dans les arts graphiques. Dans le domaine agricole, le lycée agricole de Tours-Fondettes prépare au diplôme du brevet de technicien supérieur (BTS, Bac+2).

### Manifestations culturelles et festivités
Reignac-sur-Indre organise chaque année, depuis la fin des années 2000, une marche découverte thématique ; sur des parcours de 5 à 15 km, les participants découvrent les richesses et les curiosités de Reignac et des communes limitrophes.
Depuis 2008, Reignac-sur-Indre accueille chaque automne un Salon des arts et loisirs créatifs, avec chaque année un thème différent et un invité d'honneur.
Reignac-sur-Indre et Reignac en Saintonge ont entamé, en 1978, une politique de rapprochement culturel, intensifiée à partir de 2002 et qui se traduit par des visites et des échanges annuels entre les élus et les habitants des deux communes ; depuis 2008, la troisième commune homonyme française, Reignac dans le Blayais, participe elle aussi à ces manifestations.

### Équipements sociaux, culturels et sportifs
Sous l'égide du conseil général d'Indre-et-Loire, dans le cadre du réseau de la « direction de la lecture publique et du livre de Touraine », Reignac-sur-Indre met à la disposition de ses habitants une bibliothèque. La commune dispose également de deux salles pouvant accueillir des manifestations diverses.
Reignac-sur-Indre propose également une aire de loisirs équipée entre autres d'un terrain multisports (ou city stade), ainsi qu'un court de tennis et un terrain de football.
Faisant l'objet d'une convention annuelle avec la communauté de communes et géré, dans le cadre du schéma départemental d'accueil des gens du voyage, par l'association Tsigane Habitat, un terrain familial d'accueil des gens du voyage est installé à Reignac ; il peut accueillir une famille.

### Vie associative
Dix-neuf associations interviennent sur la commune de Reignac-sur-Indre, six dans le domaine de l'action culturelle, cinq dans le secteur du tourisme, de la promotion et de la défense du patrimoine, cinq dans le domaine des loisirs et enfin deux dans le secteur social, dont l'une, à vocation intercommunale, met à disposition un local d'accueil des tout-petits à l'usage des assistances maternelles et, entre autres activités, organise l'accueil périscolaire des enfants scolarisés dans le cycle d'enseignement primaire.

### Santé et services d'urgence
Reignac-sur-Indre propose les services d'un médecin généraliste, d'un masseur-kinésithérapeute, de deux infirmiers et d'une pharmacie. L'hôpital le plus proche est le centre hospitalier des Rives de l'Indre à Loches.
Le centre d'incendie et secours le plus proche se trouve sur la commune elle-même.

### Médias
Le quotidien régional La Nouvelle République du Centre-Ouest, dans son édition Indre-et-Loire, Touraine Est, consacre quelques pages à l’actualité du canton de Loches. La Renaissance lochoise, « l'hebdomadaire de la Touraine du Sud » est un hebdomadaire d’informations locales sur les cantons du sud de la Touraine.
Dans le domaine des médias audiovisuels, deux chaînes de télévision de télévision numérique terrestre (TNT) sont accessibles à tous les habitants de Reignac-sur-Indre et relaient les informations locales entre autres : France 3 Centre-Val de Loire et TV Tours Val de Loire. Parmi les nombreuses stations de radio disponibles, on peut citer France Bleu Touraine, l'une des stations régionales du groupe Radio France et Graffic, basée à Loches, plus spécialement consacrée à la musique et aux informations locales dans une zone allant de Tours à Poitiers et à Châteauroux.

### Culte
Le territoire de la commune dépend de la paroisse Saint-Jean-des-Roches au sein du doyenné de Loches, lui-même partie de l'archidiocèse de Tours, au même titre que cinq autres doyennés. En 2014, cette paroisse dispose d'un lieu de culte à Reignac-sur-Indre, l'église Saint-Étienne, où le culte catholique est célébré en alternance avec d'autres églises de la paroisse.
Monseigneur Bernard-Nicolas Aubertin est à la tête de l'archidiocèse de Tours depuis 2005.

### Énergie et télécommunications
La commune de Reignac est reliée au réseau de distribution d'électricité, mais aussi de gaz naturel.
En 2014, l'ensemble du réseau de téléphonie fixe déployé sur Reignac-sur-Indre est accessible à l'internet haut débit via les techniques ADSL 2+ et VDSL2.

## Économie
Reignac-sur-Indre est classée en zone de revitalisation rurale par arrêté du 16 mars 2017.
Le tableau ci-dessous détaille le nombre d'entreprises implantées à Reignac-sur-Indre selon leur secteur d'activité.
|                                                                 | Nombre d’établissements concernés |
| --------------------------------------------------------------- | --------------------------------- |
| TOTAL                                                           | 108                               |
| Agriculture                                                     | 23                                |
| Industrie                                                       | 13                                |
| Construction                                                    | 16                                |
| Commerce, transport et services divers                          | 48                                |
| Administration publique, enseignement, santé, et action sociale | 8                                 |

Le tableau ci-dessous détaille les établissements actifs par secteur d'activité au regard du nombre de salariés :
|                                                              | Total | %     | 0 salarié | 1 à 9 salariés | 10 à 19 salariés | 20 à 49 salariés | 50 salariés ou plus |
| ------------------------------------------------------------ | ----- | ----- | --------- | -------------- | ---------------- | ---------------- | ------------------- |
| Ensemble                                                     | 108   | 100,0 | 65        | 35             | 3                | 4                | 1                   |
| Agriculture, sylviculture et pêche                           | 23    | 21,3  | 21        | 1              | 0                | 0                | 1                   |
| Industrie                                                    | 13    | 12    | 5         | 5              | 1                | 2                | 0                   |
| Construction                                                 | 16    | 14,8  | 6         | 8              | 1                | 1                | 0                   |
| Commerce, transports, services divers                        | 48    | 44,4  | 28        | 18             | 1                | 1                | 0                   |
| dont commerce et réparation automobile                       | 15    | 13,9  | 7         | 7              | 0                | 1                | 0                   |
| Administration publique, enseignement, santé, action sociale | 8     | 7,4   | 5         | 3              | 0                | 0                | 0                   |
| Champ : ensemble des activités.                              |       |       |           |                |                  |                  |                     |

En 2012 et 2013, quinze entreprises ont été créées à Reignac-sur-Indre, dont une dans le secteur industriel, deux dans le domaine de la construction, huit dans le secteur du commerce, du transport et des services divers et quatre dans celui de l'administration publique, de l'enseignement, de la santé, et de l'action sociale,.

### Entreprises et commerces

#### Agriculture
Le tableau ci-dessous présente les principales caractéristiques des exploitations agricoles de Reignac-sur-Indre, observées sur une période de 22 ans :
|                                            | 1988  | 2000  | 2010  |
| ------------------------------------------ | ----- | ----- | ----- |
| Nombre d’exploitations                     | 30    | 15    | 11    |
| Équivalent Unité de travail annuel         | 40    | 17    | 14    |
| Surface Agricole Utile (SAU) (ha)          | 1 549 | 1 322 | 1 565 |
| Cheptel (nombre de têtes)                  | 748   | 8     | 0     |
| Terres labourables (ha)                    | 1 421 | 1 318 | 1 564 |
| Superficie moyenne d’une exploitation (ha) | 51,6  | 88,1  | 142,3 |

L’agriculture de la commune a fortement évolué au cours des vingt dernières années : les exploitations ont vu leur nombre presque divisé par trois,, alors que leur superficie augmentait sensiblement dans les mêmes proportions ; le cheptel bovin a totalement disparu, de même que les prairies nécessaires à son alimentation : en 2010, les terres labourables représentent 99,9 % de la surface agricole utile ; l’agriculture reignacoise est résolument orientée vers la production de céréales, et d’oléo-protéagineux. Ces cultures, totalement mécanisées, ne sont pas génératrices de main d’œuvre salariale et l’exploitant est seul à travailler sur ses terres : le nombre d’unités de travail agricole est pratiquement identique au nombre d’exploitations.

#### Artisanat et industrie

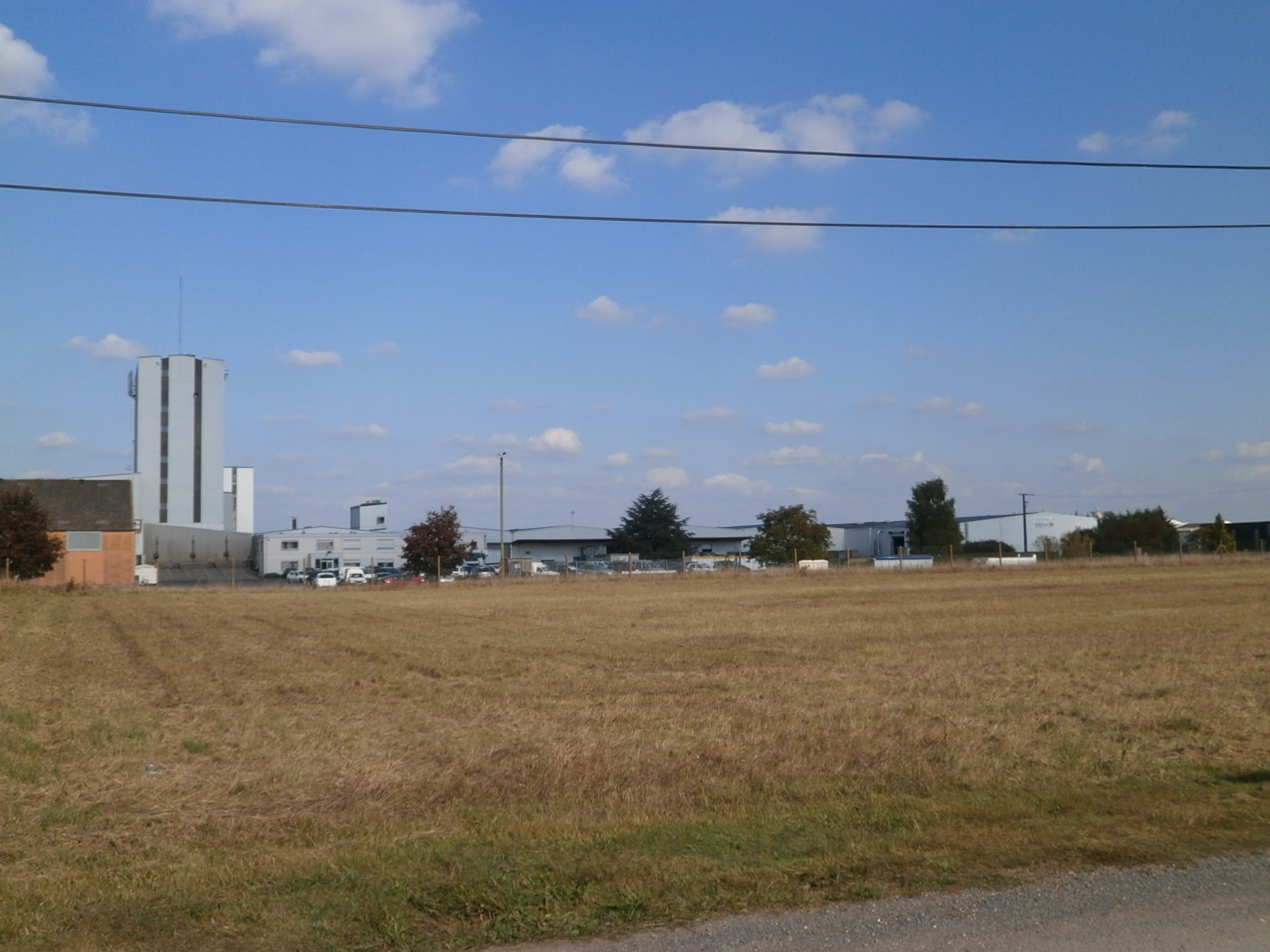
Les installations de la plus importante entreprise de la zone industrielle.

La zone industrielle de la Gare dont l'emprise se situe au nord de la voie de chemin de fer de Tours à Loches, de part et d'autre de la D58, se développe sur une surface de 28 hectares viabilisés dont un hectare est encore disponible. En 2011, 13 entreprises y sont installées, employant au total 190 salariés, soit 41,8 % du nombre total d'emplois proposés sur la commune. Quatre d'entre elles peuvent prétendre au statut de PME, dont l'une, dans le domaine para-agricole, emploie à elle seule 75 salariés ; les trois autres PME, (fabrication d'équipements destinés à l'étude et à la surveillance de l'environnement pour l'une, collecte de pneus usagés pour l'autre et fabrication de maisons à ossature bois, couverture et charpente pour la dernière) emploient respectivement 28, 23 et 14 personnes.
Les opérateurs du domaine du bâtiment et des travaux publics sont bien représentées à Reignac : outre la PME de couverture et charpente déjà citée, on peut mentionner des entreprises de travaux de terrassement, maçonnerie, menuiserie, électricité, peinture, plomberie.

#### Commerce et services
En 2014, Reignac-sur-Indre propose une gamme variée de commerces et services. Le schéma de cohérence territoriale (SCOT) de Loches Développement, établi en 2004, avait déjà mis en avant cet atout communal.
Plusieurs commerces de proximité, boulangerie-pâtissier, boucherie-charcuterie, vente de produits laitiers et de spécialités régionales dans d’anciens locaux de la laiterie, supérette et salon de coiffure sont installés à Reignac, ainsi que deux restaurants et un bar-tabac-presse. Un petit marché, le dimanche matin, et deux vendeurs ambulants de restauration rapide viennent compléter ce rapide inventaire du commerce reignacois.
Il faut mentionner, dans le domaine des services, onze assistantes maternelles pouvant accueillir trente-six enfants et deux entreprises de prestation de service dans le secteur jardin et espaces verts.

#### Tourisme
Au 31 décembre 2012, la commune de Reignac-sur-Indre dispose de deux hôtels sur son territoire pour une capacité totale de 25 chambres, auquel il faut ajouter deux gîtes ruraux.
Reignac-sur-Indre ne possède pas de camping sur son territoire ; en revanche, elle propose l'accès à une aire de stationnement de camping-cars.

### Revenus et fiscalité
En 2015, le revenu fiscal médian par ménage est de 33 588 €, alors que la moyenne départementale s'établit à 32 011 € et que celle de la France métropolitaine est de 32 409 €.

### Emploi
Les deux tableaux ci-dessous présentent les chiffres-clés de l'emploi à Reignac-sur-Indre et leur évolution sur les six dernières années, :
|                               | Reignac 2011 | Reignac 2006 |
| ----------------------------- | ------------ | ------------ |
| Population de 15 à 64 ans     | 743          | 695          |
| Actifs (en %)                 | 81,5         | 79,1         |
| dont :                        |              |              |
| Actifs ayant un emploi (en %) | 74,6         | 74,2         |
| Chômeurs (en %)               | 6,9          | 4,9          |

|                                      | Reignac 2011 | Reignac 2006 |
| ------------------------------------ | ------------ | ------------ |
| Nombre d'emplois dans la zone        | 455          | 389          |
| Indicateur de concentration d'emploi | 81,5         | 74,8         |

Sur six ans, la population active de Reignac-sur-Indre a légèrement augmenté, mais le taux d'emploi de cette population active est resté presque stable ; le chômage a progressé de 2 points. Le nombre d'emplois dans la zone a fortement augmenté (+ 16,9 %), et bien davantage que le nombre d'actifs (+ 6,9 %) ; cette situation induit mathématiquement une augmentation de l'indicateur de concentration d'emploi qui progresse avec un peu plus de 81 emplois proposés pour 100 actifs.
En 2011, les actifs résidant à Reignac-sur-Indre travaillent en majorité dans une autre commune du département (74,5 %), soit les trois quarts. Ils ne sont que 22,1 % à travailler sur place et une très faible proportion (1,6 %) hors du département.

## Culture locale et patrimoine

### Lieux et monuments
Le dolmen de la Guignardière, érigé dans la vallée de l'Indre, entre le ruisseau de la Guignardière et le coteau de la rive droite de l'Indre, semble avoir été construit, comme la plupart des mégalithes tourangeaux, vers 2500 avant notre ère. Partiellement effondré, il est doté d'une table mesurant 4,20 m de long.
L'église Saint-Étienne est un édifice, à l'origine carolingien, construit vers la fin du IXe siècle, mais qui a été remanié à de nombreuses reprises jusqu'au XIXe siècle ; ne reste plus aujourd'hui du monument originel que son clocher inscrit au titre des monuments historiques depuis le 12 juin 1926, pourvu sur sa face est de deux arcs de décharge et dont les murs sont percés de trous de boulins. Le reste de l'église montre beaucoup moins d'intérêt, à l'exception de la chapelle aménagée dans la partie nord du chœur par la famille du Fau ainsi qu'un grand vitrail dans la nef, Le martyre de saint Étienne, dû au maître verrier Armand Clément, originaire de Chédigny et qui a laissé nombre de ses œuvres dans les églises de la région.
Batilly, important hameau situé sur le plateau au sud du bourg, en limite communale d'Azay-sur-Indre, est cité dès le XIe siècle. En 1972, un souterrain-refuge partiellement exploré mais non formellement daté y a été mis au jour.
Le château de Reignac est bâti au flanc du coteau de la rive nord de l'Indre et domine le vieux bourg et son église. Tel qu'il se présente au XXIe siècle, il est le résultat de plusieurs campagnes de construction et de remaniements s'échelonnant du XVe siècle au XIXe siècle. La famille du Fau, après avoir acquis la terre de Reignac vers 1420, construit un château pourvu de deux tours cylindriques qui ont subsisté ; après 1700, la famille de Barberin de Reignac ajoute une aile en retour d'équerre et reprend le premier château ; au XIXe siècle les propriétaires veulent lui redonner un aspect plus médiéval, le transformant en « pastiche gothique ». Une chapelle, construite à partir de 1717, abrite le tombeau de Louis de Barberin, mort en 1719.
Le manoir de Villepays, dont la construction remonte au XVIe siècle, a depuis été remanié. Il est édifié sur une terrasse qui recouvre une cave voûtée. La tourelle qui orne sa façade méridionale abritait autrefois un escalier.
Le moulin de Reignac est installé sur la rive droite de l'Indre, en amont immédiat du pont. Il a cessé de moudre du grain en 1898 pour être transformé en une petite centrale hydroélectrique à l'usage exclusif du château, aux propriétaires duquel il appartenait ; ce n'est qu'en 1911 qu'il alimentera cinq lampes de l'éclairage public de la ville, après la faillite et le saisie des biens de son propriétaire,. Aujourd'hui reconverti en gîte rural, sa roue à aubes en bois, bien que non fonctionnelle, est toujours en place.

Lieux et monuments de Reignac-sur-Indre (sélection).
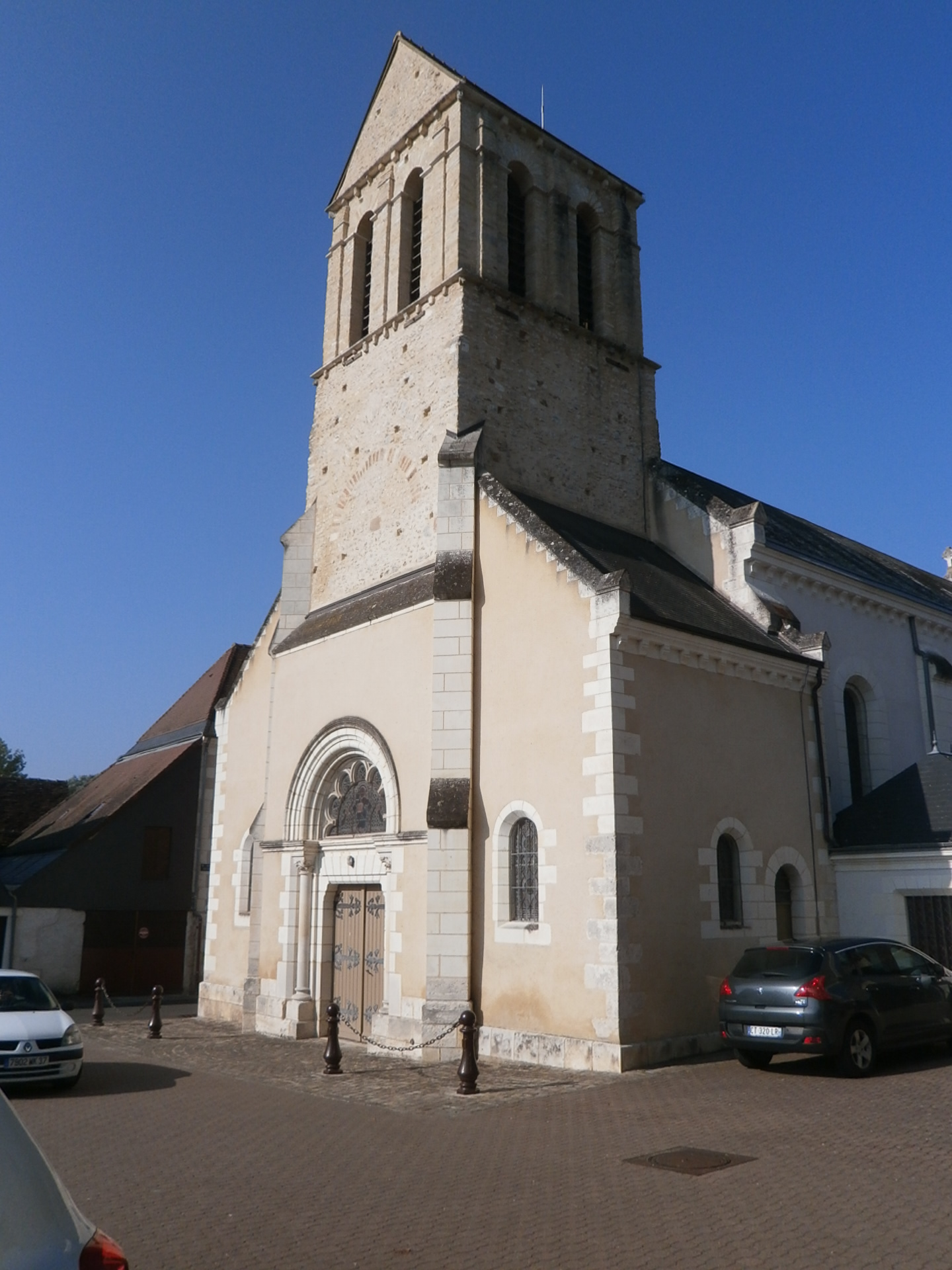
Le clocher, église Saint-Étienne.
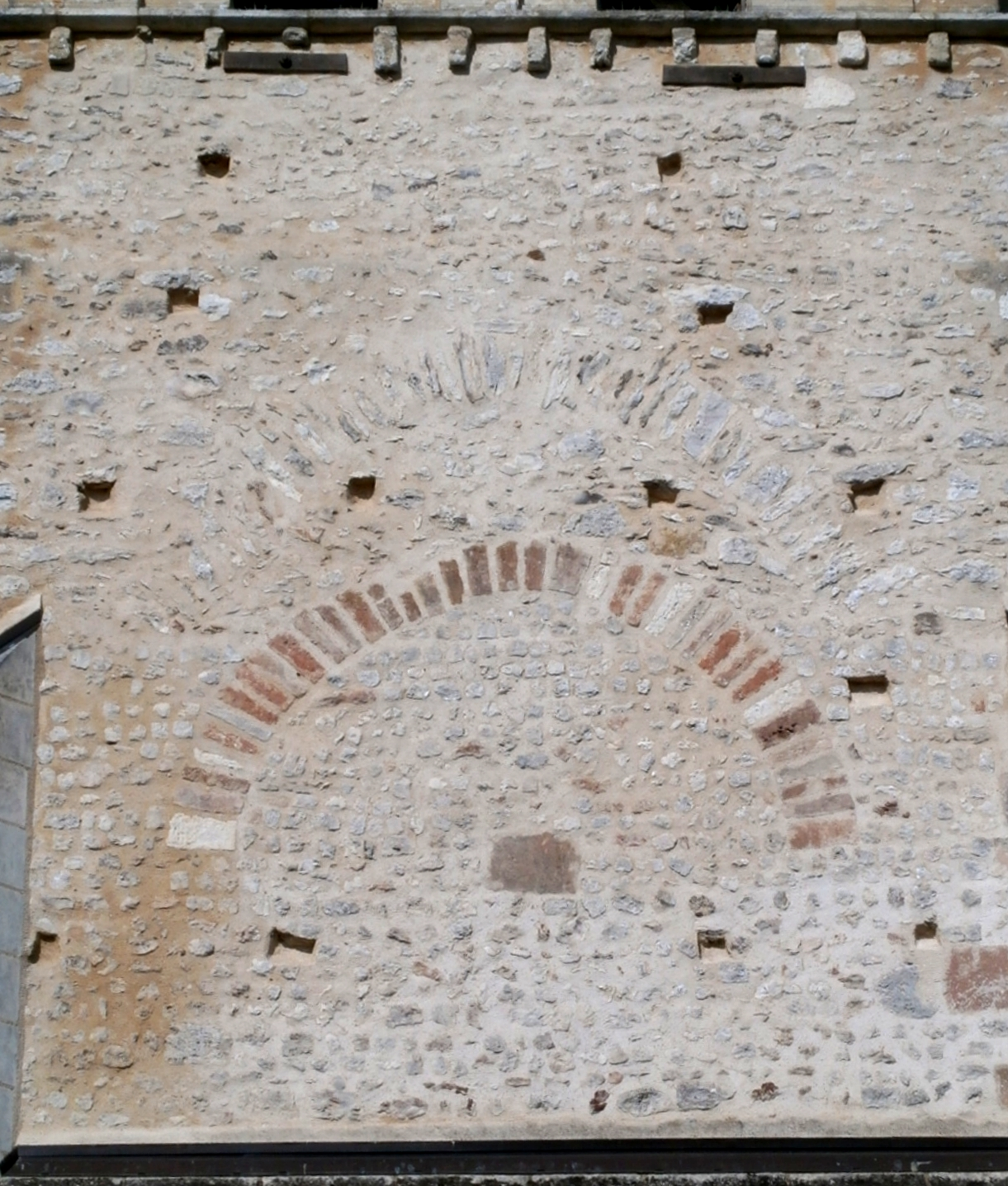
Les arcs de décharge du clocher, église Saint-Étienne.
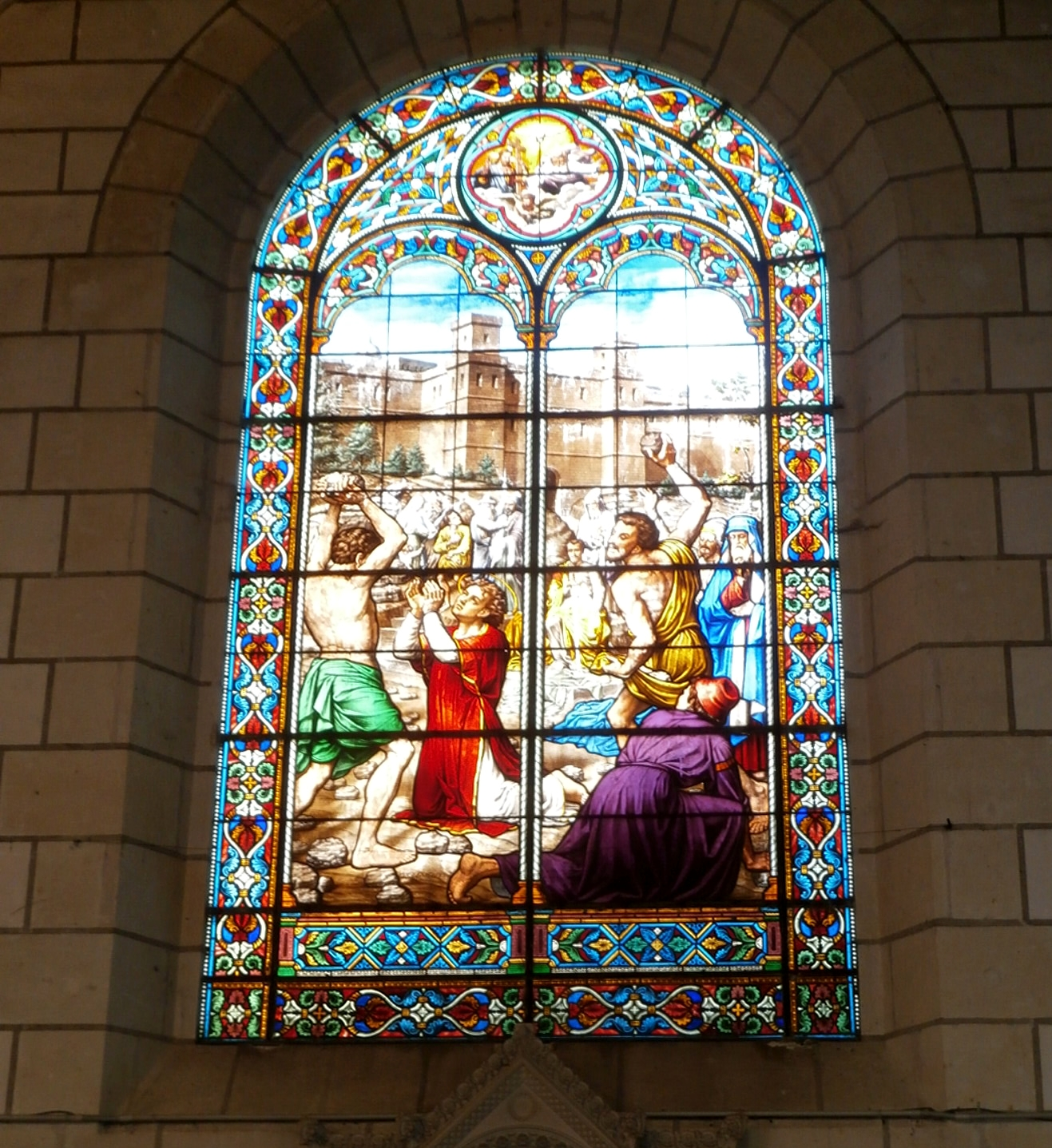
Le martyre de saint Étienne, église Saint-Étienne.
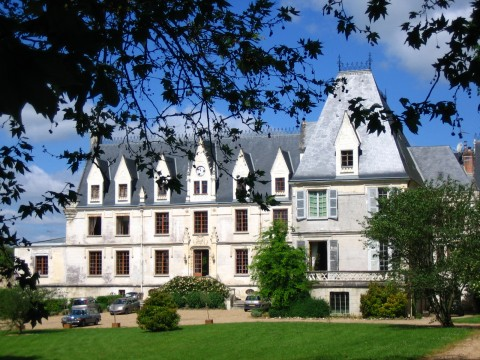
Vue générale du château.
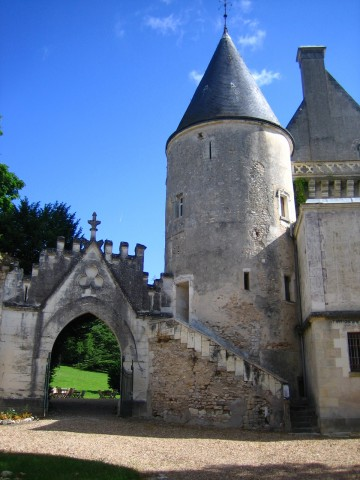
La tour sud du château.
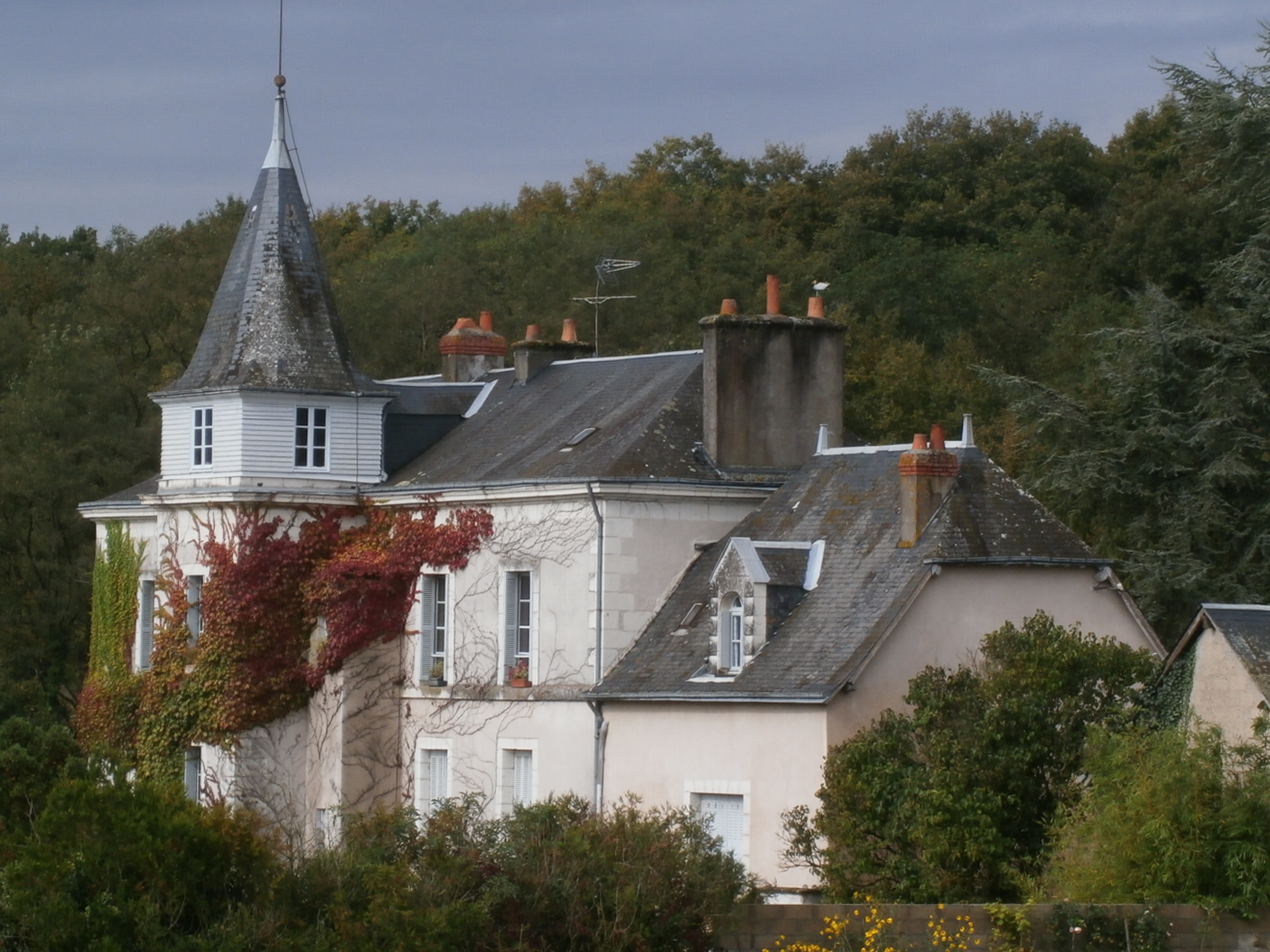
Le manoir de Villepays.
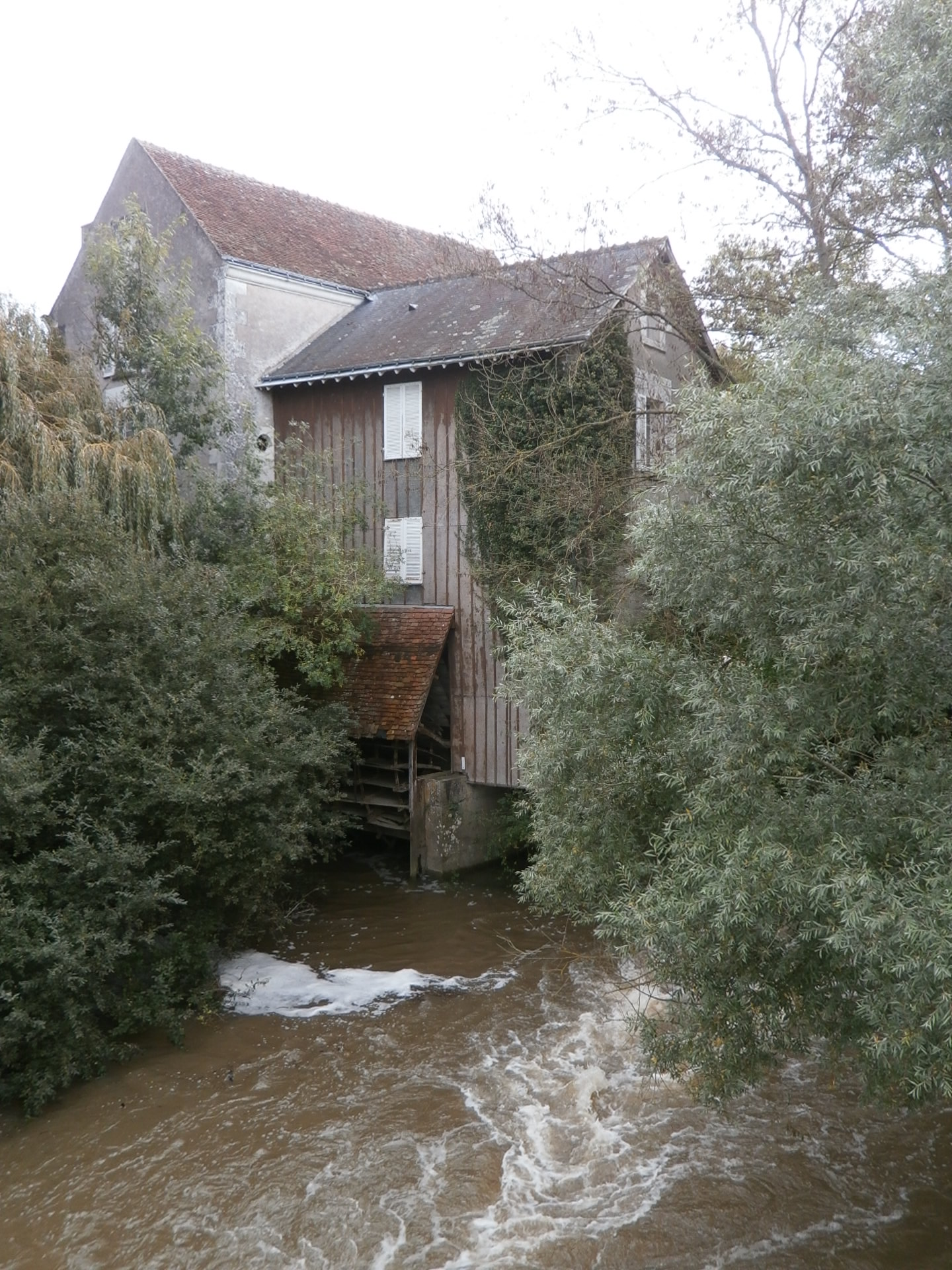
Le moulin.

### Patrimoine naturel

#### Zones nationales d'intérêt écologique, faunistique et floristique
Ayant pour objectif un inventaire des espèces animales ou végétales qui y sont présentes, la création des zones naturelles d'intérêt écologique, faunistique et floristique (ZNIEFF) ne s'accompagne d'aucune mesure de protection réglementaire. Le territoire communal de Reignac-sur-Indre est intégré, à des degrés divers, à deux ZNIEFF.
La ZNIEFF des pelouses des Tabardières concerne 4 communes pour une superficie totale de 151,6 hectares. À Reignac, la zone intéresse principalement le nord-est du territoire communal, une zone boisée en limites de Chédigny et Cigogné, bordée par les deux ruisseaux des Tabardières et de Toisé (ou de la Piquetterie). On y trouve des landes à genévrier et des pelouses sèches avec 40 espèces de plantes à fleurs, dont l'Orchis brûlé (Neotinea ustulata), espèce protégée en région Centre, ;
La grande ZNIEFF dite du plateau de Champeigne entre Bléré et Loches (9 032 hectares) englobe, sur Reignac-sur-Indre, la ZNIEFF précédemment citée. S'étendant sur 11 communes, elle concerne sur le territoire communal de Reignac-sur-Indre, outre le secteur géographique de la ZNIEFF des pelouses des Tabardières, un large triangle au contact de la limite communale nord avec Cigogné. Pas moins de 50 espèces d'angiospermes et 8 espèces d'oiseaux protégés ou rares y ont été recensées, parmi lesquelles l'Outarde canepetière (Tetrax tetrax) ou encore le Circaète Jean-le-Blanc (Circaetus gallicus), deux espèces protégées sur le plan national.

#### Réseau Natura 2000
La commune de Reignac-sur-Indre est intégrée depuis 2006, pour toute une grande moitié nord de son territoire, au réseau Natura 2000. La zone de protection spéciale (ZPS) ainsi constituée, dite « site Natura 2000 Champeigne », se superpose à la ZNIEFF du plateau de Champeigne entre Bléré et Loches pour la partie nord-est du territoire communal, mais elle comprend également tout le plateau de Reignac-sur-Indre situé à l'ouest et au sud-ouest de la D943 ; elle vise à la préservation des espèces d'oiseaux rencontrées sur son territoire, grâce à des mesures agroenvironnementales appropriées imposées aux parcelles de culture concernées, en application de la Directive oiseaux du 30 novembre 2009 édictée par l'Union européenne.

#### Autres éléments du patrimoine naturel
Le Castor d'Eurasie (Castor fiber), en reconquête des cours d'eau de Touraine après sa réintroduction dans la Loire il y a environ trente ans, ainsi que la Loutre d'Europe (Lutra lutra) sont présents sur l'Indre, à Reignac-sur-Indre, pour la saison 2014-2015.
Le sentier de grande randonnée 46 qui relie Tours à Cahuzac-sur-Vère dans le Tarn passe par Reignac-sur-Indre en empruntant la vallée de l'Indre et traversant la rivière au niveau du bourg, après quoi il effectue un crochet dans les bois de Reignac où il traverse une partie du site Natura 2000.

Spécimens de la faune et de la flore protégées de Reignac-sur-Indre.
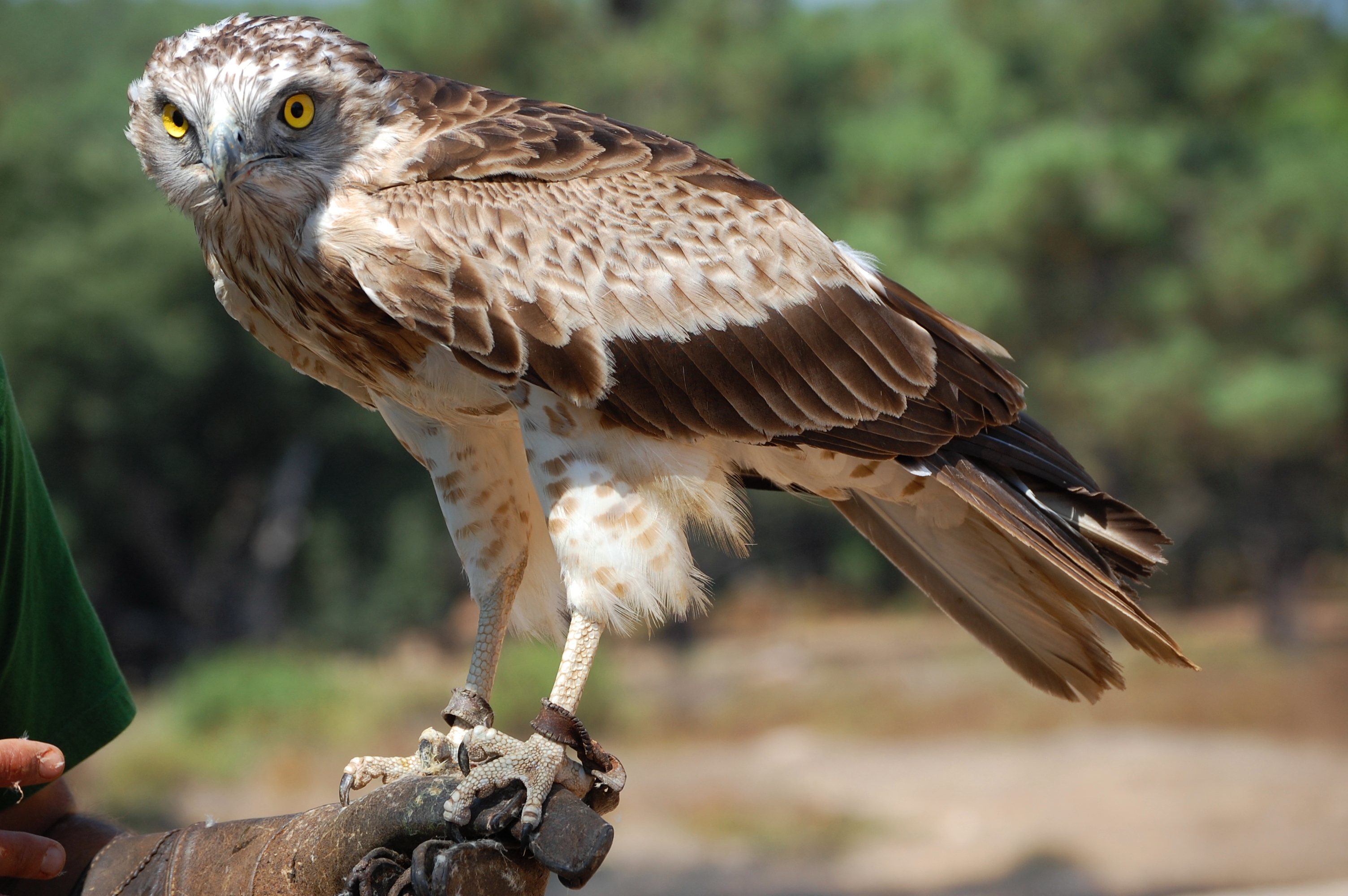
Circaète Jean-le-Blanc.
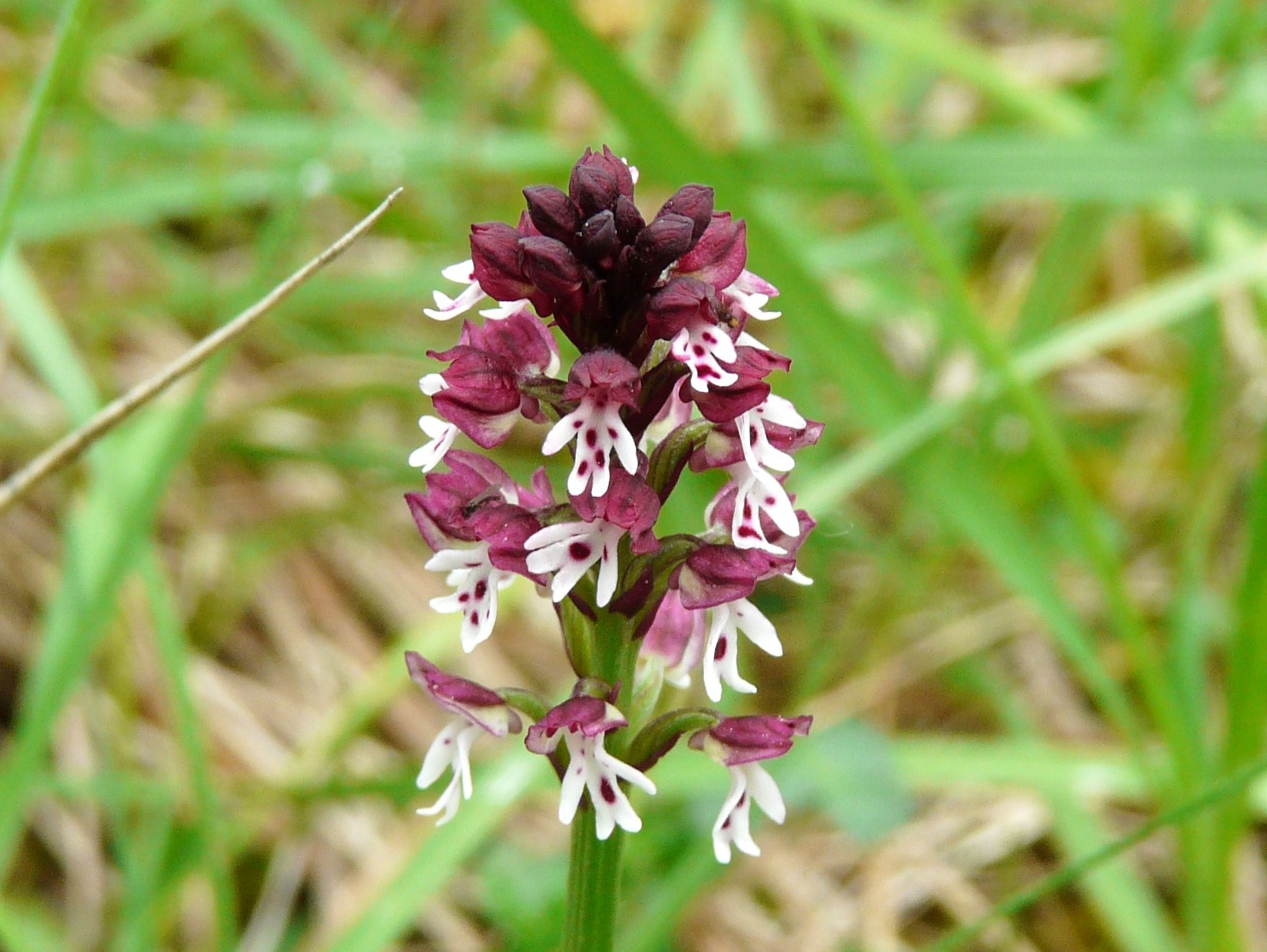
Orchis brûlé.
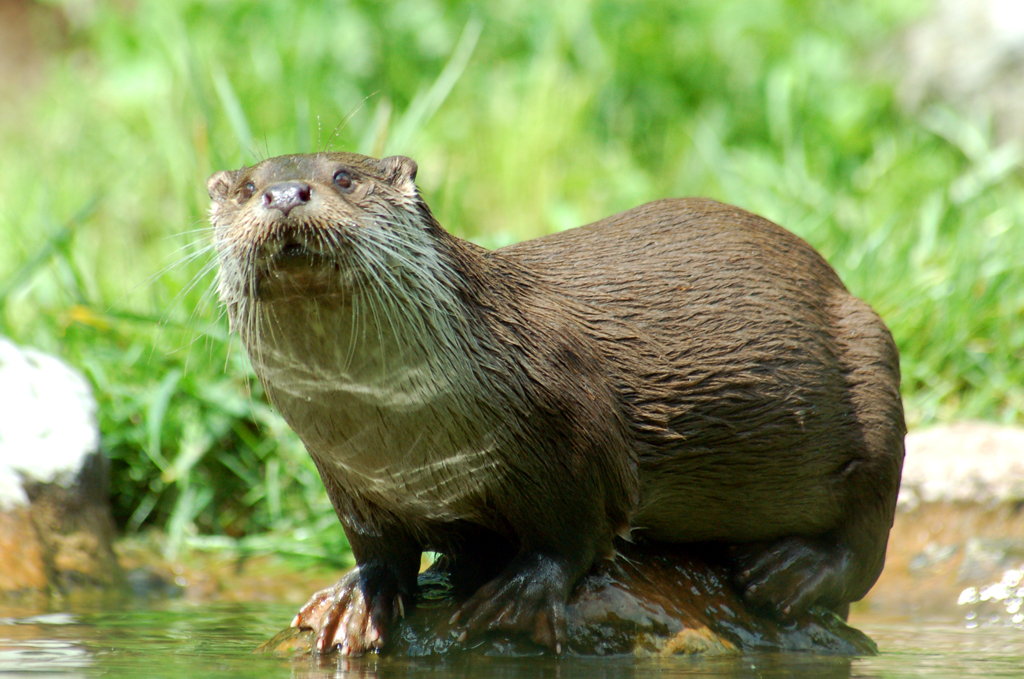
Loutre d'Europe.
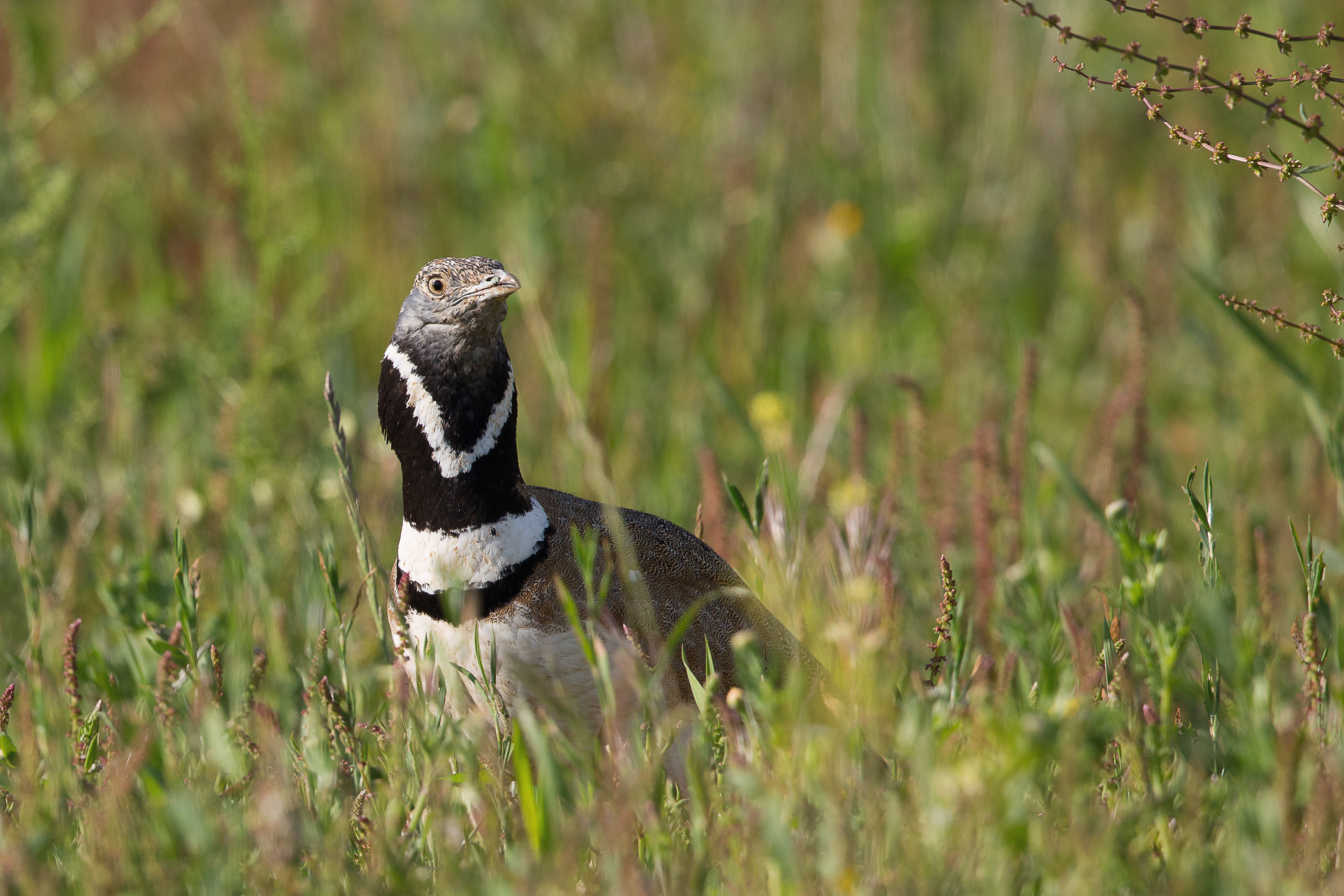
Outarde canepetière.

### Patrimoine gastronomique
La commune de Reignac-sur-Indre est située dans l'aire de l'appellation d'origine protégée (AOP) ou appellation d'origine contrôlée (AOC) du fromage de chèvre sainte-maure de touraine. Le territoire de Reignac-sur-Indre est également intégré aux aires de productions de 24 produits bénéficiant d'une indication géographique protégée (IGP) : rillettes de Tours, volailles du Berry, vins du Val de Loire, de l'Allier, du Cher, de l'Indre, du Pays de Retz et primeur.

### Personnalités liées à la commune
Jean du Fau, originaire de Normandie, écuyer du roi, acquiert la terre de Bray, à laquelle il donne son nom, en 1420 ; il est seigneur de la Terre du Fau jusqu'à sa mort survenue en 1472 ; il fait construire le château dont les tours, entre autres, sont encore visibles.
Louis de Barberin est comte de Reignac en Saintonge ; il devient propriétaire de la terre du Fau en 1700 et lui donne son nom de Reignac en 1710 ; marquis de Reignac en Touraine, lieutenant du gouvernement de Touraine, maréchal de camp de Louis XIV, il agrandit le château ; mort en 1719, il est inhumé dans la chapelle de son château.

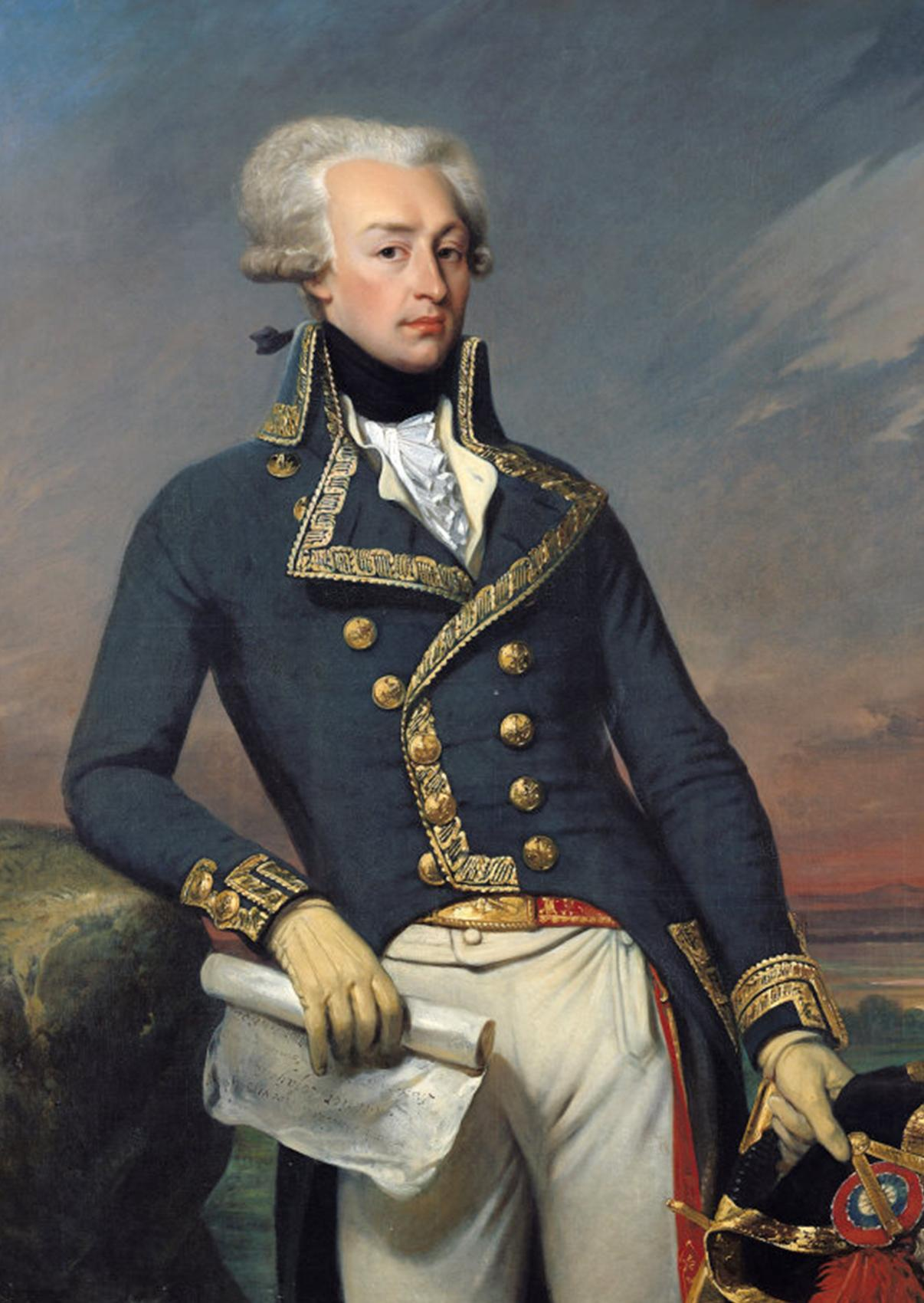
La Fayette, par Joseph-Désiré Court (1834).

Gilbert du Motier de La Fayette, officier et homme politique, est né en 1757 à Chavaniac-Lafayette (Haute-Loire) ; descendant par sa mère de Louis de Barberin, il est, quand survient la Révolution, propriétaire de nombreuses terres dans le Lochois, dont Reignac, avec son cousin Thibault de Lusignan ; ils en sont dépossédés en 1792 ; Lafayette meurt à Paris en 1834.
Louis Texier-Olivier est né à Reignac en 1764 ; commissaire central de l'Indre-et-Loire à Tours en 1796, il est nommé premier préfet des Basses-Alpes en 1800 puis préfet de la Haute-Vienne de 1802 à 1815 ; baron d'Empire, il meurt à Montgibaud (Corrèze) en 1849.
Édouard Muller, né en 1843 à Paris, est banquier ; maire de Reignac-sur-Indre de 1873 à 1913 et député de l'arrondissement de Loches de 1890 à 1893, il meurt en 1917 à Machuraz, dans l'Ain.
Georges Fontenis, né en 1920 à Paris, épouse la cause anarchiste dès l'âge de 17 ans ; instituteur à Paris pendant la Seconde Guerre mondiale, il prend part à une tentative ratée d'attentat contre le général Franco en 1948 ; radié de l'Éducation nationale, réintégré en 1958, il vient enseigner en Touraine ; toujours actif lors des évènements de Mai-1968, il reste militant de la cause libertaire jusqu'à son décès en 1990, à son domicile de Reignac-sur-Indre.
Roland Chanconnier (dit Roland Chanco) est un artiste-peintre né en 1914 à Reignac où il a passé son enfance ; à seize ans, il monte à Paris où il côtoie Pablo Picasso, Maurice Utrillo ou Suzanne Valadon ; installé à Antibes en 1947, il y rencontre Marc Chagall ; il ne commence sa carrière de « peintre professionnel — dit-il — » qu'à 72 ans.

### Héraldique
| Blason de Reignac-sur-Indre | Blason  | Parti : au 1er d'azur aux trois abeilles d'or qui ont piqué le roi de Bry, au 2e de gueules aux trois fasces d'argent. |
| Blason de Reignac-sur-Indre | Détails | Ce blason est une composition des armes de la famille de Barberin : D'azur aux trois abeilles d'or et des armes de la famille du Fau : De gueules aux trois fasces d'argent. Le statut officiel du blason reste à déterminer. |

## Pour en savoir plus